# Sondershausen

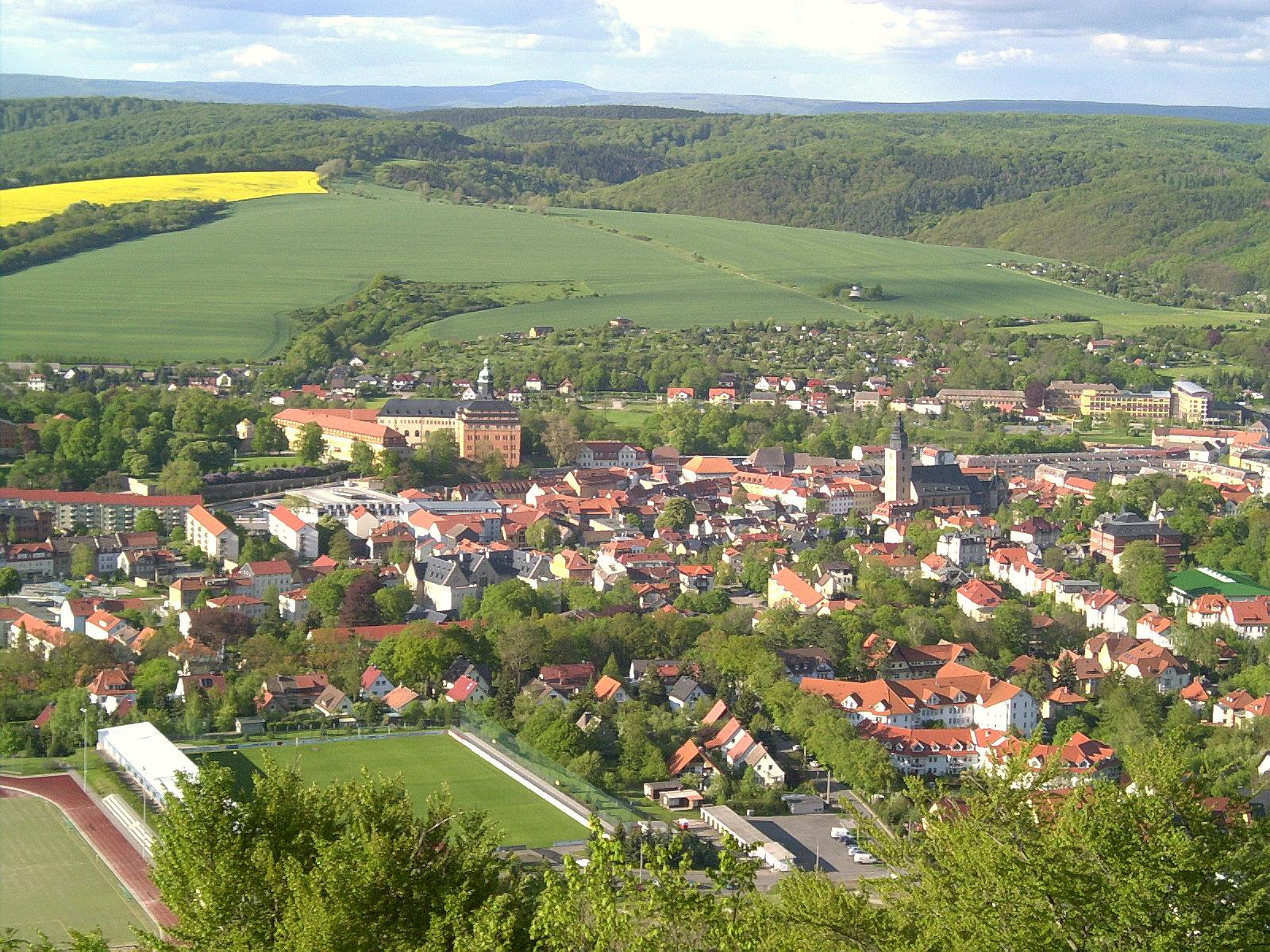
Sondershausen

Sondershausen ist eine im Norden des Freistaates Thüringen gelegene Mittelstadt und die Kreisstadt des Kyffhäuserkreises. Sie erstreckt sich im Tal der Wipper zwischen den Höhenzügen Hainleite im Süden und Windleite im Norden.

## Bedeutung
Sondershausen war bis 1918 Residenzstadt des Fürstentums Schwarzburg-Sondershausen. Bis 1920 war Sondershausen die Landeshauptstadt des Freistaates Schwarzburg-Sondershausen.
Bis zur Reformation und dem Bauernkrieg war die Stadt mit dem Stift Jechaburg das geistliche Zentrum Nordthüringens. Durch den Residenzstatus entwickelte sie sich über die Jahrhunderte zur Garnisonsstadt und zum Verwaltungszentrum, zur Musikstadt und zum Kulturzentrum. Das um 1600 gegründete Loh-Orchester und zahlreiche berühmte Musiker und Komponisten wie zum Beispiel Max Bruch, Franz Liszt und Max Reger prägten die Stadt in der Vergangenheit und bis heute. Kulturelle Höhepunkte sind die jährlichen Thüringer Schlossfestspiele und diverse musikalische Aufführungen an Spielorten in der gesamten Stadt.
Sondershausen ist Bergbaustadt. Das älteste und tiefste noch befahrbare Kalibergwerk der Welt – das Bergwerk „Glückauf“ – liegt im Norden des Stadtgebietes. Es ist in Teilen touristisch erschlossen und kann von Gästen befahren werden. Zum Bergwerk gehören ein untertägiger Konzertsaal, eine Kegelbahn und ein kleiner Gondelteich in mehr als 700 Meter Tiefe.
Der im Jugendstil errichtete Gebäudekomplex des Petersenschachtes liegt unweit vom Stadtkern und stellt den zweiten Bergwerksstandort im Stadtgebiet dar. Das Fördergerüst des Petersenschachtes, das auf Wunsch des Fürsten dem Pariser Eiffelturm nachempfunden wurde, stellt ein Wahrzeichen der Stadt dar und ist von Bedeutung für die deutsche Industriearchitektur.
Sondershausen vermarktet sich als Musik- und Bergstadt.
Die geschichtsträchtigste Sehenswürdigkeit Sondershausens ist das Residenzschloss des Fürstenhauses Schwarzburg-Sondershausen, dessen Gebäudekomplex von mehr als sieben Stilepochen geprägt wurde. Das Schloss enthält ein Museum und kann besichtigt werden. Zu den Exponaten des Schlossmuseums gehören der Püstrich von Sondershausen, eine um 1540 gefundene, 57 cm großen Bronzefigur aus der Gruppe der Püsteriche und die barocke Goldene Kutsche, die einzige ihrer Art in Deutschland. Etwas abgelegen, im Waldgebiet der Hainleite, südlich der Stadt liegt das Jagdschloss Zum Possen. Das weitläufige Gelände ist bei den Bewohnern und Gästen der Stadt als Ausflugsziel beliebt und umfasst unter anderem einen Wildpark und den Possenturm, den höchsten Fachwerkturm Europas.

## Lage

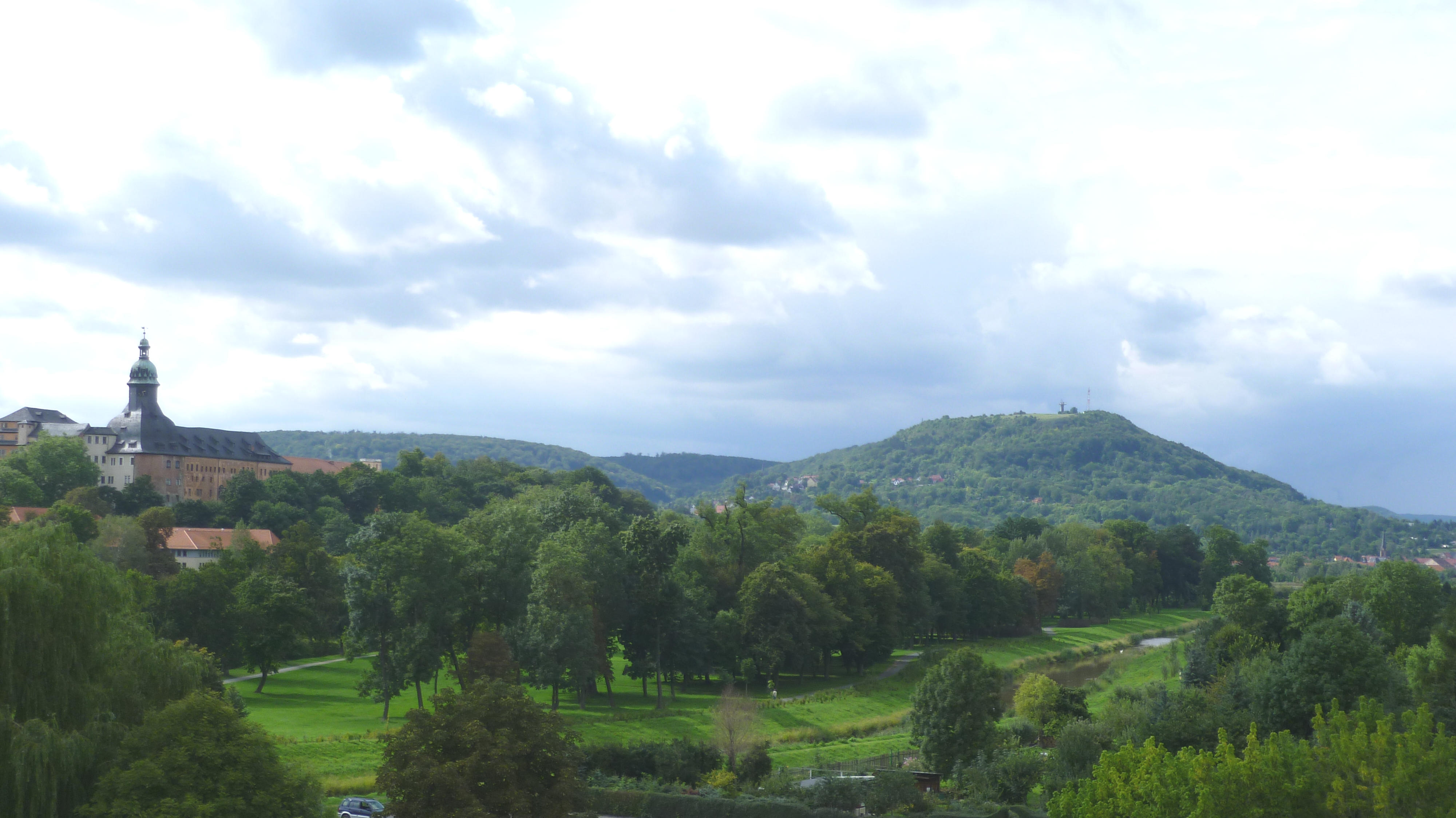
Blick zum Frauenberg und Schloss

Sondershausen liegt im Wippertal, einer Flusslandschaft mit der Wipper und der Bebra, die begrenzt wird von den Höhenzügen der Hainleite im Süden und der Windleite im Norden. Die höchsten Erhebungen im Stadtgebiet bilden der Possen mit 432 m und der Frauenberg mit 411 m.
Im Süden befindet sich Erfurt, die Landeshauptstadt Thüringens, etwa 50 km von Sondershausen entfernt und im Norden die Hochschulstadt Nordhausen.

## Geologie
Sondershausen liegt im Bereich der Triasformation. Die Gesteinsschichten von Süden nach Norden können wie folgt benannt werden: In der Hainleite finden wir den Unteren und Mittleren Muschelkalk. Darin enthalten sind geologische Aufschlüsse und Fossilien (vorwiegend Kopffüßer (Ceratiten) und versteinerte Seelilien). Der Muschelkalk läuft nach dem Steilabbruch in Richtung Norden bis zur Windleite in den Mittleren Buntsandstein aus. Im westlichen Teil von Sondershausen bis zum Graß lagern eiszeitliche Sedimente. Die Landschaft ist durch Sandsteinboden und Lehmboden gekennzeichnet.

## Vegetation
Auf der Hainleite um den Possen befinden sich überwiegend Karstbuchenwälder mit Rot-, Blut- und Weißbuchen, die über 20 Orchideenarten beheimaten, wie den Frauenschuh, Fuchs’ Knabenkraut und das Weiße Waldvöglein. Eine botanische Kuriosität ist zweifelsohne die Blutbuche, die um 1680 spontan zwischen gewöhnlichen Rotbuchen als Mutation aufgetreten sein soll. Alle heutigen Blutbuchen sind damit Abkömmlinge dieses seltenen Baumes, der Mutterblutbuche im Forstort Oberspier. Weiterhin lassen sich finden: Sonnenröschen, Golddistel, Hufeisenklee, Wiesenknopf, Hügelmeier, Fliegenorchis, Bingelkraut, Leberblümchen, Akelei und die Frauenberg-Lilie. Vertreter der Halbschattenpflanzen der Region sind Berghartheu und Rivinus-Veilchen, Vertreter der Strauchflora: Liguster, Pfaffenhütchen, Hasel, Wolliger Schneeball, Geißblatt und Hornstrauch.

### Klima

Diagramm zum Niederschlag

Sondershausen gehört aufgrund seiner Lage zur Vegetationszone des sommergrünen Laubwaldes im humiden Klimagebiet.
Die Oberflächenformen der Umgebung, das heißt die Tallage Sondershausens, prägen weitestgehend das lokale Klima. Die jährliche Durchschnittstemperatur liegt bei 8 Grad Celsius und die durchschnittliche Jahresniederschlagsmenge beträgt 540 mm. Weiterhin gibt es ein Niederschlagsgefälle von West nach Ost auf Grund unterschiedlicher Meereshöhenlagen und quer über die östliche Windleite verlaufende Landstufe, in die sich zwei Hebungsachsen des Kyffhäusergebirges vereinigen. Dies bildet eine Barriere in einer sogenannten Gewitterzugsstraße.

### Stadtgliederung

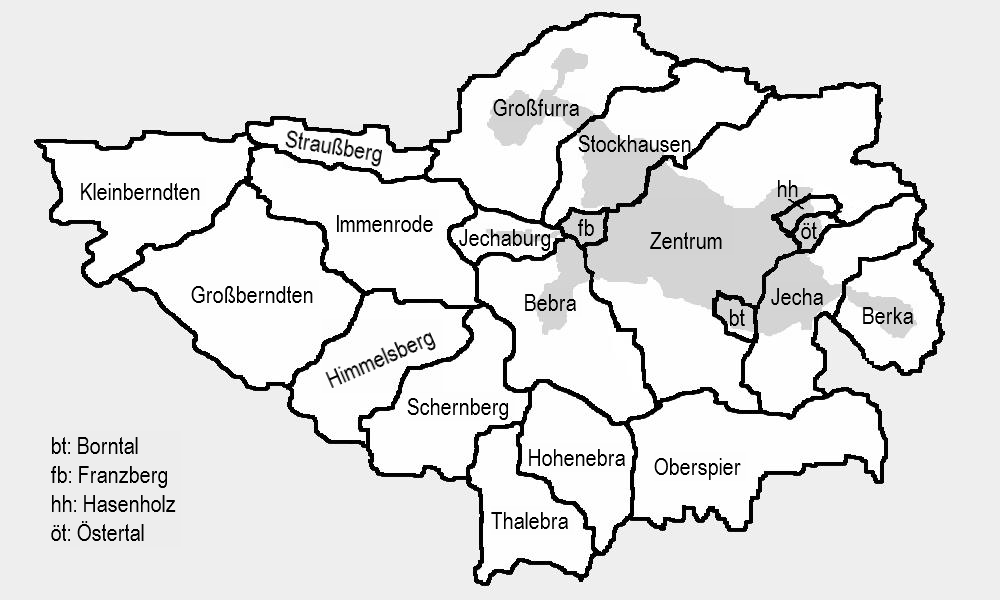
Stadtgliederung

Die Stadt Sondershausen gliedert sich in neun Stadt- und elf Ortsteile. Dabei bilden die ehemals eigenständigen Dörfer Bebra, Jechaburg, Stockhausen und Jecha, das Zentrum, das Wohngebiet Franzberg und die Neubaugebiete Borntal (entstand in den 1960er Jahren), Östertal und Hasenholz (1970er/80er Jahre) die Stadtteile. Zu Sondershausen gehören weiterhin die Ortsteile Berka, Großberndten, Großfurra, Himmelsberg, Hohenebra, Immenrode, Kleinberndten, Oberspier, Schernberg, Straußberg und Thalebra.

## Geschichte

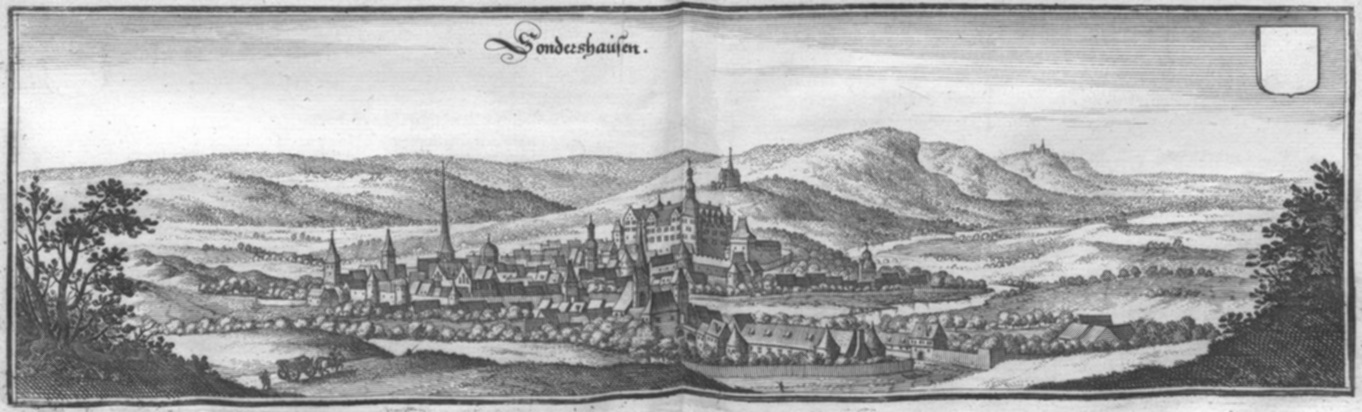
Sondershausen, Kupferstich aus der Topographia Germaniae von 1650

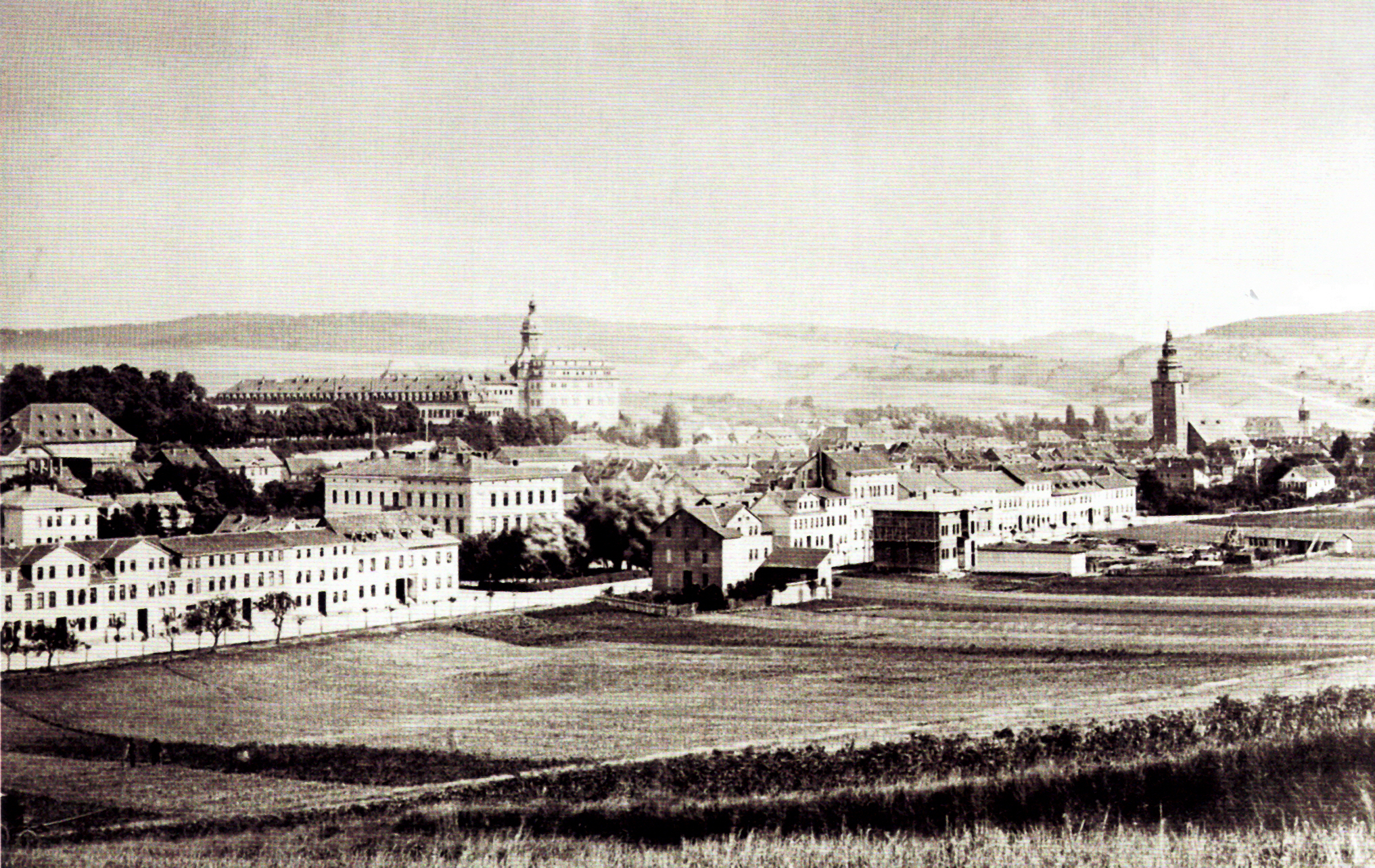
Stadtansicht im 19. Jahrhundert

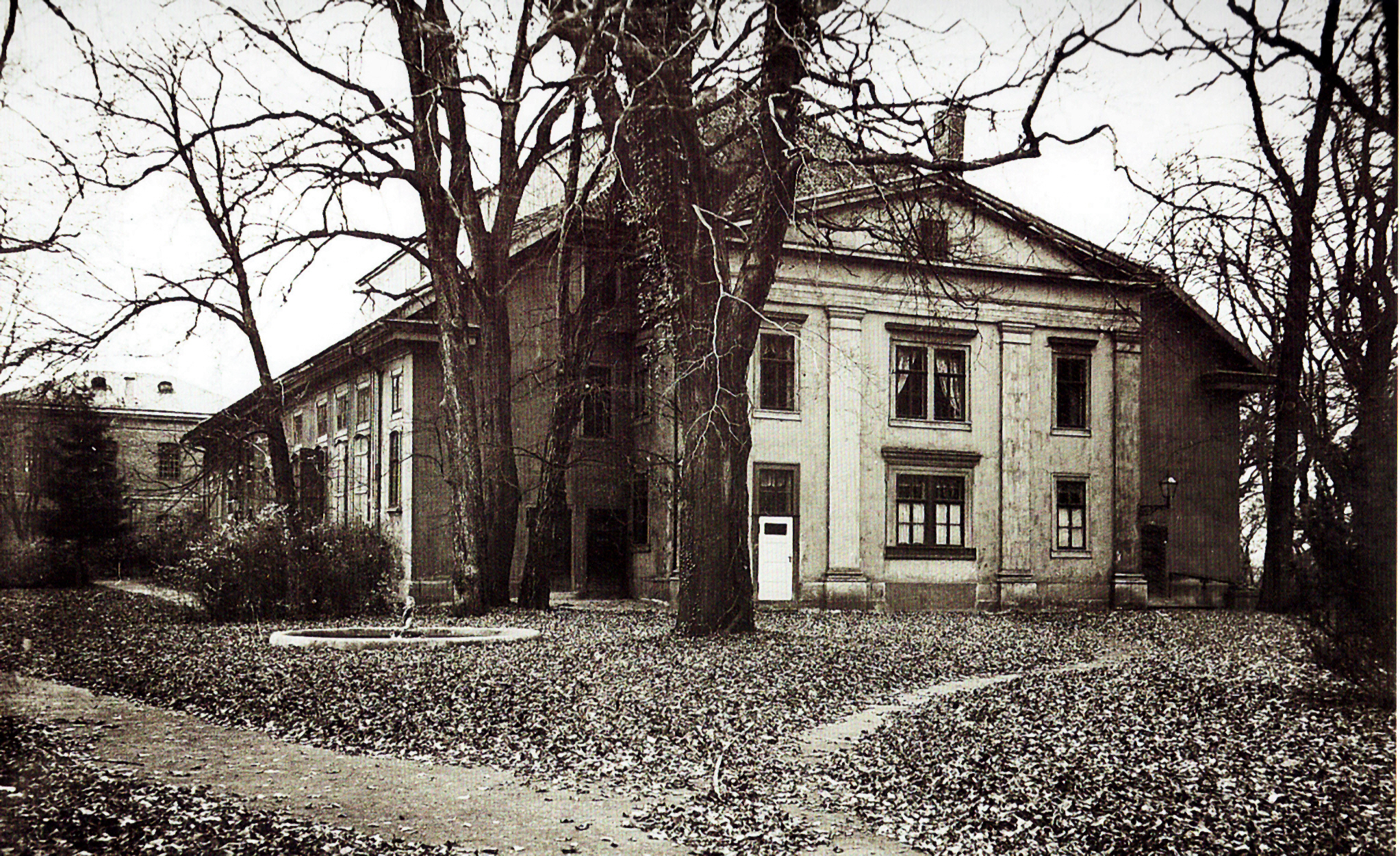
Hoftheater Sondershausen

### Frühgeschichte und Mittelalter
Das Umfeld von Sondershausen war nachweislich Durchgangsgebiet vieler Völkerschaften. Die ältesten Zeugnisse in Nordthüringen aus dieser Zeit entdeckte man in Bilzingsleben. Dabei handelt es sich um original erhaltene Feuer- und Werkstellen eines Rastplatzes von Jägern und Sammlern vor 350.000 bis 400.000 Jahren. Vor etwa 7000 Jahren siedelten hier Linienbandkeramiker, die mit Ackerbau und Viehzucht begannen. Mit dem Ende der Jungsteinzeit vor ca. 4000 Jahren gibt es erste Nachweise für Metallurgie in der Region. Ab dem 7./8. Jahrhundert vor Chr. entwickelte sich die Herstellung von Werkzeugen aus Eisen. Diese Zeit war durch zahlreiche kriegerische Auseinandersetzungen gekennzeichnet, die vom Raum um das Mittelmeer beeinflusst wurden, sodass Handelsbeziehungen vom Nordsee- und Ostseeraum bis zum mittleren Atlantik gestört bzw. abgebrochen wurden.
Vor der Zeit der Christianisierung wird auf dem Frauenberg bei Sondershausen eine wichtige kultische Stätte der germanischen Bewohner vermutet.
Neben den Einzelhofsiedlungen wurden verstärkt Befestigungen gebaut. In der vorrömischen Eisenzeit verdichteten sich langsam die Siedlungen. Die Festungen und Wallanlagen, wie man sie auch heute noch um Sondershausen findet, wurden ausgebaut. Funde aus der Zeit der Völkerwanderung, der Hunneneinfälle, des Thüringischen Königreichs und der Frankenzeit sind teilweise nur noch schwer nachweisbar. Sondershausen selbst entstand vermutlich im 8. Jahrhundert als fränkische Siedlung. Auf dem Frauenberg fand man reich ausgestattete fränkische Adelsgräber aus dem späten 7. Jahrhundert.
1125 wurde Sondershausen erstmals urkundlich als Siedlung unter Verwaltung von zwei Dienstmannen des Mainzer Erzbischofs namens Wydego und Remarus erwähnt. Im 13. Jahrhundert sind „Marschälle von Sondershausen“ bekannt, die ab 1213 dem Thüringer Landgrafen und ab 1287 dem Erzbistum Mainz lehnspflichtig waren.
Die Zeit um 1300 war entscheidend für die Entwicklung der Ortschaft zur Stadt. Die Grafen von Hohnstein, die seit 1263 auf der Spatenburg ansässig waren, wurden erstmals als Besitzer Sondershausens genannt und verhalfen dem Ort zwischen 1295 und 1341 zum Stadtrecht, was das älteste Stadtsiegel (1341) mit Hohnsteiner Heraldik belegt. Die Stadt umfasste damals etwa 400 Häuser, die in einem unregelmäßigen Viereck zu Füßen einer Burg (heutiges Schloss) lagen. Nach dem Tod Heinrich V. von Hohnstein 1356 ohne männlichen Erben ging die Stadt in den Besitz der gräflichen (1697 fürstlichen) Dynastie Schwarzburg, die Sondershausen als ihren Sitz ausbauten. Prägend für die kleine Stadt wurde der im Bezug auf die Größe erstaunlich hohe Kulturanspruch, der aus der Hofhaltung hervorging. Bereits im 14. Jahrhundert ist für Sondershausen eine Stadterweiterung westlich der Altstadt (Oberstadt bis zum Lohtor) und eine größere östlich der Altstadt (Neustadt bis zum Wippertor) nachgewiesen. Zumindest für die Oberstadt belegen archäologische Ausgrabungen auf dem Postplatz (1998/99), dass sich hier vor allem solche Gewerbe wie Töpfereien und Gerbereien ansiedelten, die wegen ihrer Umweltbelästigung durch Feuer, Rauch und Geruch innerhalb der Stadt nicht geduldet wurden. Die Bürger zu jener Zeit waren größtenteils Handwerker und Händler, deren Wirkungskreis nicht über den örtlichen bzw. regionalen Rahmen hinauswuchs. Seit 1391 wurde ein Schulmeister in der Stadt ausgewiesen.
Um 1300 ist erstmals eine jüdische Gemeinde in Sondershausen nachgewiesen, deren Zeugnis, die Mikwe von Sondershausen, ein Ritualbad, auch heute noch zu besichtigen ist. Nach den Judenverfolgungen zur Zeit des Schwarzen Todes (1349) durften sich Juden erst wieder am Ende des 17. Jahrhunderts in der Stadt niederlassen.
Bis zur Reformation im 16. Jahrhundert war Sondershausen mit dem Stift Jechaburg auch geistliches Zentrum Nordthüringens.

### Frühe Neuzeit

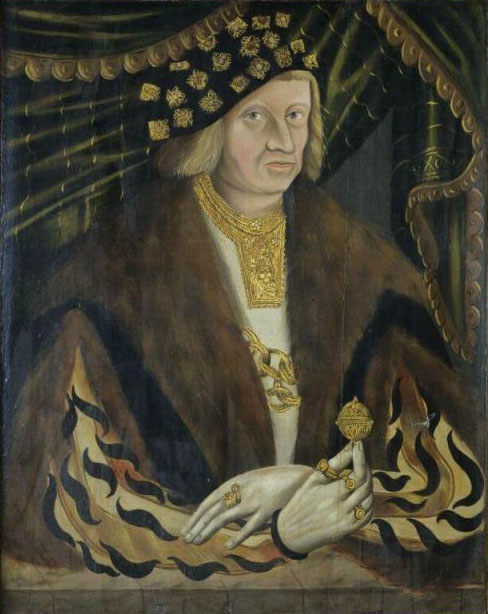
Graf Günther XL.

Die zentrale Figur des 16. Jahrhunderts in Sondershausen war Graf Günther XL. (Schwarzburg), auch „der Reiche“ oder „der mit dem fetten Maule“ genannt. Er ließ 1534 anstelle der Sondershäuser Burg und unter teilweiser Verwendung von deren Substanz ein Renaissanceschloss errichten.
1539 bekannte der Graf sich zur Reformation in seinem Herrschaftsbereich und konvertierte, wobei er aus der Säkularisation von Kirchengütern stark zu profitieren verstand.
Im Schmalkaldischen Krieg stellte die Grafschaft beiden Parteien Hilfstruppen, sodass es zur Besetzung Sondershausens am 28. November 1546 durch Truppen des Kurfürsten Johann Friedrich von Sachsen führte.
Zwischen 1561 und 1567 verweilte als Gast einer der bedeutendsten Besucher, die die Stadt aufweisen kann, Wilhelm von Oranien, der mit dem Grafen Günther XLI. verschwägert war.
Mit der schwarzburgischen Erbteilung von 1571 entstand unter Graf Johann Günther die sich über neun Generationen fortsetzende Linie Schwarzburg-Sondershausen, die Sondershausen zu ihrer Residenz ausbaute.
Im Dreißigjährigen Krieg waren die Stadt und ihr Umland Durchzugsgebiet kaiserlicher und schwedischer Truppen. 1639 besetzten 600 Schweden und im Folgejahr 1.500 schwedische Reiter Sondershausen. In jener Zeit hatte die Stadt auch den verheerenden Stadtbrand vom 3. Juni 1621, die „Thüringische Sintflut“ vom 29. Mai 1613 und die Pestjahre 1598, 1611 und 1626 zu verzeichnen. Die Bevölkerungszahl reduzierte sich zeitweilig um die Hälfte. Die Stadtkirche St. Trinitatis wurde auf den Fundamenten des Vorgängerbaus „St. Andreas“ errichtet und fiel schon im Jahr nach ihrer Vollendung dem Stadtbrand vom 3. Juni 1621 zum Opfer. Ihr Wiederaufbau zog sich bis 1691 etappenweise hin.
Im späten 17. und 18. Jahrhundert entwickelte sich Sondershausen als barocke Residenz. 1697 gelang es dem Grafen Christian Wilhelm von Schwarzburg-Sondershausen nach langen Bemühungen, seine Dynastie in den Reichsfürstenstand erheben zu lassen. In seiner fünfzigjährigen Regierungszeit wurde er zur Symbolfigur seines Zeitalters in Sondershausen. Er ließ in den Jahren zwischen 1680 und 1700 das Renaissanceschloss umbauen, aufstocken und mit Stuckaturen und Malereien prächtig ausstatten und so zu einer barocken Residenz ausbauen, deren Spuren auch heute noch sehr deutlich zu sehen sind. Das Repräsentationsbedürfnis und die verschwenderische Hofhaltung belebten die Stadt gewaltig.
Im Siebenjährigen Krieg nutzten verschiedene Truppen die Stadt ein weiteres Mal als Durchzugsgebiet.
Mit Veränderung der Mode in der zweiten Hälfte des 18. Jahrhunderts ließ Fürst Christian Günther von Schwarzburg-Sondershausen das Schloss durch den Erweiterungsbau des West- und des Neuen Nordflügels erweitern und im Stil des Rokoko umgestalten. In jener Zeit wirkte in Sondershausen der bedeutende Dichter und Philosoph Johann Karl Wezel (1747–1819) und schrieb den Roman „Hermann und Ulrike“, der das höfische Leben wiedergab. Einer seiner Lehrer war der Dichter und Sondershäuser Superintendent Nikolaus Dietrich Giseke, der dem Kreis um Klopstock angehörte und diesen 1762 in Sondershausen empfing.

### 19. und frühes 20. Jahrhundert

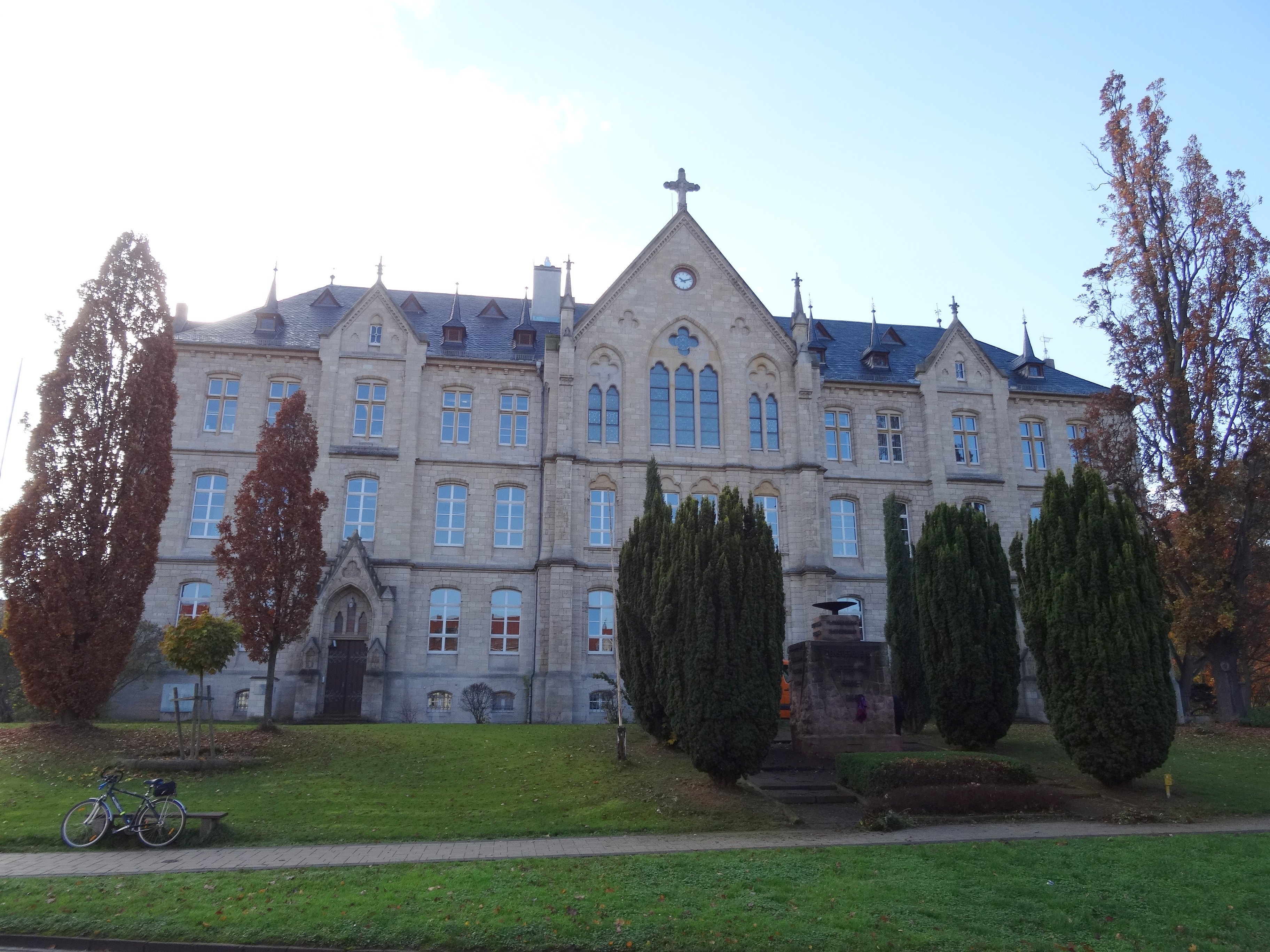
Ehem. Fürstliches Gymnasium zu Sondershausen

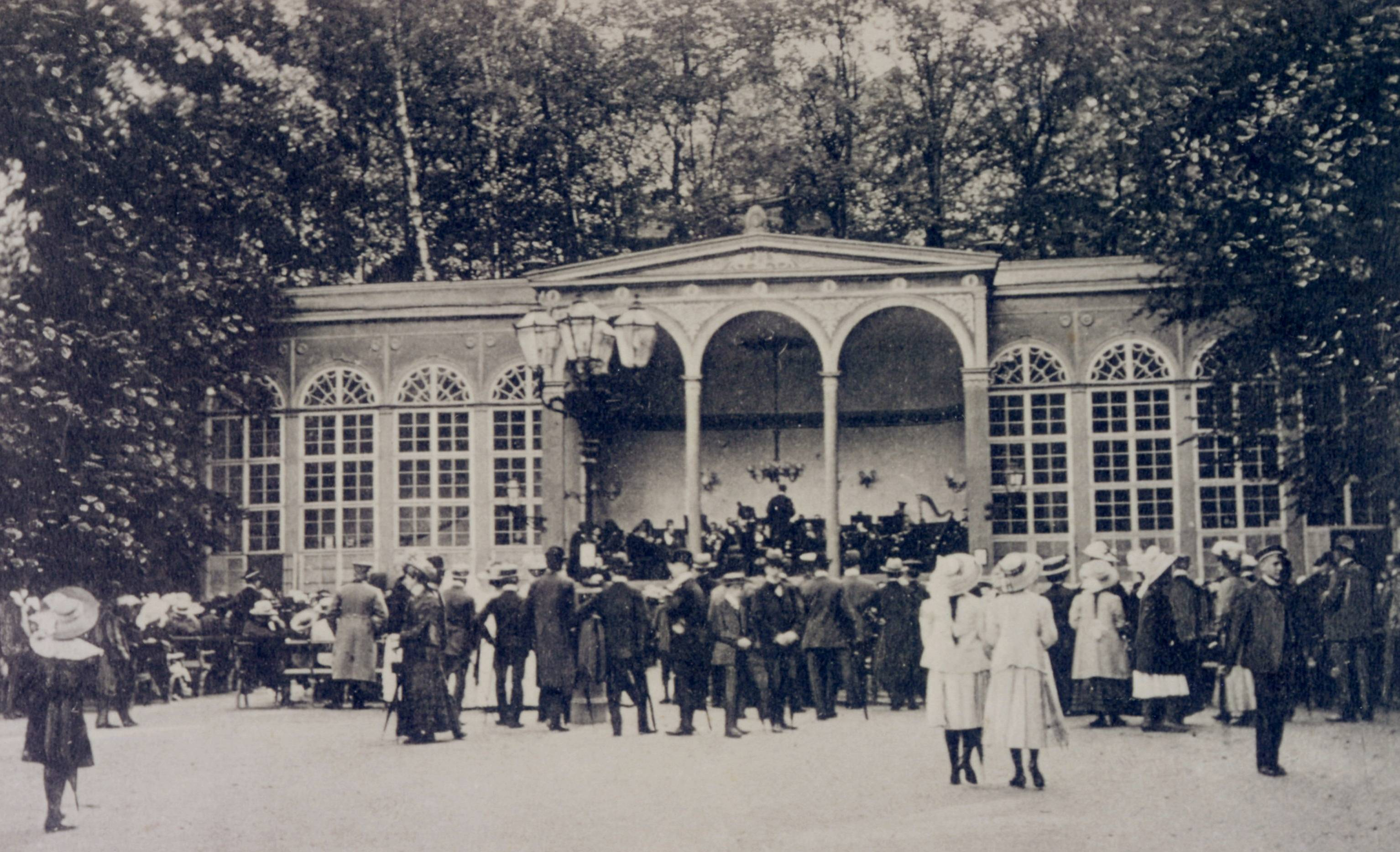
Lohhalle auf dem Lohplatz

In den Napoleonischen Kriegen wurde das um 1800 ca. 3000 Einwohner zählende Städtchen mehrmals von Einquartierungen geplagt. Der preußische König Friedrich Wilhelm III. rastete am 16. Oktober 1806 während der Flucht nach der Niederlage in der Schlacht bei Jena und Auerstedt in Sondershausen, das daraufhin durch Plünderungen in der Stadt und im Schloss durch die Franzosen bestraft wurde.
Aus der fürstlichen Hofkapelle Harmoniecorps ging später das Loh-Orchester hervor. Der fürstliche Hof, der zu dieser Zeit das wirtschaftliche und mit seinem Beamtentum auch das soziale Leben der Stadt bestimmte, sorgte auch für weitere kulturelle Einrichtungen. So wurden 1825 das Fürstliche Hoftheater im Schlossbereich, 1837 die Lohhalle (Musikhalle) am Lohplatz und 1883 das Konservatorium gegründet bzw. errichtet.
Mit der Entdeckung einer Schwefelquelle in Stockhausen (Sondershausen) 1814 errichtete man die Gebäude Günthersbad und den Gasthof „Zum Erbprinzen“. Das Heilbad wurde jedoch 1842 wieder geschlossen.
Im Jahr 1835 fand die „Ebelebener Revolution“ statt, bei der Günther Friedrich Carl II. seinen reformunfähigen Vater ablöste und eine konstitutionelle Monarchie mit Verfassung, Wahlen und Volksvertretung entwickelte, so dass sich das Leben der Stadt stark liberalisierte. In jener Zeit ist eine klassizistische Blüte in Sondershausen zu verzeichnen, geprägt durch den Architekten Carl Scheppig, ein Schüler Schinkels. Am Marktplatz entstand die imposante Schlossterrasse mit Alter Wache (1837–1839), das Prinzenpalais aus den 1720er Jahren und das Rathaus (1856) wurden dem Geschmack des Spätklassizismus angepasst. In den 1840er Jahren entstand westlich der Altstadt der neu angelegte Stadtteil, genannt Carlsstadt.
Im Jahr 1836 erfuhr der Schlosspark Sondershausen eine Umgestaltung in einen englischen Landschaftsgarten, die ersten Rüböllaternen wurden aufgestellt, die erste Sparkasse wurde gegründet und es eröffnete das Kaffeehaus „Schwarzburg“ (späteres Café Pille).
1869 erhielt Sondershausen mit dem Bau der Bahnstrecke Nordhausen–Erfurt einen Anschluss ans Schienennetz. Durch die Kyffhäuserbahn entstand 1898 die Bahnverbindung nach Bad Frankenhausen. Im Dezember 2006 wurde der Verkehr auf dieser Strecke eingestellt.
Zur Erinnerung an die im Deutsch-Französischen Krieg 1870/71 gefallenen Soldaten aus dem Fürstentum wurde ein Kriegerdenkmal in Form einer Siegessäule errichtet und 1876 eingeweiht. Es wurde aus Verkehrsgründen 1907 vom Planplatz in die Anlagen jenseits der Wipper umgesetzt. Die Säule verschwand in den 1970er Jahren, der Sockel steht noch (2012).
1878 erfolgte auf Initiative des Frankfurter Bankhauses „Erlanger & Söhne“ in Sondershausen die Gründung der „Schwarzburgische Landesbank“. Diese wurde 1918 von der „Bank für Thüringen“ in Meiningen gekauft und als Tochtergesellschaft weitergeführt. Nachdem die Bank für Thüringen 1926 von der Berliner „Disconto-Gesellschaft“ übernommen worden war und letztere 1929 wiederum mit der „Deutsche Bank“ zusammen gegangen war, wurde die Schwarzburgische Landesbank im selben Jahr aufgelöst und ihr Geschäft auf das der Deutschen Bank übertragen.
Die Eröffnung des ersten Kalibergwerks 1893 markierte den Beginn der Industrialisierung, die verspätet in Sondershausen einsetzte. 1902 startete die elektrotechnische Produktion der Firma Lindner und Co. Der Kalibergbau und die Elektroindustrie bestimmten in den folgenden einhundert Jahren die wirtschaftliche und demografische Entwicklung der Stadt.
1895 wurde wiederum auf Betreiben des Frankfurter Bankhauses „Erlanger & Söhne“ in Sonderhausen die „Schwarzburgischen Hypothekenbank“ gegründet. Diese wurde 1921 durch die „Gothaer Grundcreditbank“ aus Gotha übernommen. Letztere ging wiederum 1929 in der „Preußische Central-Bodenkredit-AG“ (Ab 1930 „Deutsche Central-Bodenkredit-AG“) auf.
1905 wurde das 25-jährige Regierungsjubiläum von Fürst Karl Günther in der Stadt festlich begangen. Aus diesem Anlass wurde der Marktplatz umgestaltet, in etwa so, wie er sich heute darstellt. Höhepunkt war die Enthüllung der „Schwarzburgia“, eines von Gustav Eberlein geschaffenen Denkmals in der Mitte des Marktplatzes. Es wurde 1939 abgetragen.
Bis 1918 war Sondershausen der Hauptort der Unterherrschaft und die Hauptstadt des Fürstentums Schwarzburg-Sondershausen. Zwischen 1920 und 1945 war der Landkreis Sondershausen eine thüringische Enklave in der preußischen Provinz Sachsen.

### NS-Zeit und Zweiter Weltkrieg
Bereits zu Beginn der Zeit des Nationalsozialismus wurden politische Gegner aus der Arbeiterklasse verfolgt, jedoch bildeten sich auch Widerstandsgruppen, wie die um Karl Haferung und Kurt Hafermalz, an welche Straßennamen im Wohngebiet Borntal erinnern. Zwischen 1934 und 1944 wurden 360 Frauen und Männer Opfer von im Landeskrankenhaus vorgenommenen Zwangssterilisationen. In der Pogromnacht 1938 wurde die Synagoge der jüdischen Gemeinde geschändet, siehe dazu Jüdisches Leben in Sondershausen. An dieses Gotteshaus, das 1960 abgerissen wurde, erinnert eine Gedenktafel am Einkaufszentrum, das dort heute steht. Aus dem Landessiechenhaus wurde eine noch unbekannte hohe Zahl von Personen in den NS-Krankenmorden, der sogenannten „Aktion T4“, getötet. Auf dem Hauptfriedhof im Brückental wurde für die Opfer der Zwangsarbeit ein Ehrenhain mit Gedenkstein angelegt. Auf dem sowjetischen Ehrenfriedhof an der Alexander-Puschkin-Promenade ruhen 80 Tote, davon mindestens 48 Opfer der Zwangsarbeit, unter ihnen 19 Kinder. An alle Opfer des Faschismus erinnert ein 1947 errichtetes Denkmal an der Güntherstraße.
Von 1936 bis 1945 war Sondershausen Garnisonsstadt der Wehrmacht. Die nicht mehr genutzten Kalischächte 3 und 4 wurden 1937/1938 als Heeresmunitionsanstalt ausgebaut, in der später auch etwa 1.000 Zwangsarbeiter eingesetzt wurden. Weitere Gruppen von Frauen und Männern in hoher Zahl mussten Zwangsarbeit leisten: in der Firma Brunnquell & Co. der Firma Lindner & Co. auf dem Gut in Großfurra.
Drei Tage vor Einmarsch US-amerikanischer Truppen, der mit Artilleriebeschuss eingeleitet wurde, erfolgte am 8. April 1945 ein Luftangriff von 97 (geplant 152) Bombern der 9. US-Luftflotte mit 113 (geplant 221) Tonnen Spreng- und Brandbomben auf die Innenstadt von Sondershausen, dem nach unvollständigen Feststellungen 181 Zivilpersonen zum Opfer fielen. Die Verluste wären deutlich höher gewesen, wenn nicht ein großer Teil der Bevölkerung in die Umgebung der Stadt geflüchtet wäre oder Schutz in den Schloss- oder Brauereikellern gefunden hätte. 40 % des Wohnungsbestandes (236 Gebäude mit 1554 Wohnungen) wurde vernichtet. Zu Totalverlusten kam es vor allem bei den Bürgerhäusern im Bereich der Loh-, Leopold-, Günther- und Hauptstraße. Der Schlosskomplex wurde beschädigt (besonders der Westflügel, auch der Karussellbau und das Hoftheater), die Orangerie vernichtet, der Lustgarten war eine Kraterlandschaft.

### Nach 1945 und die Zeit der DDR

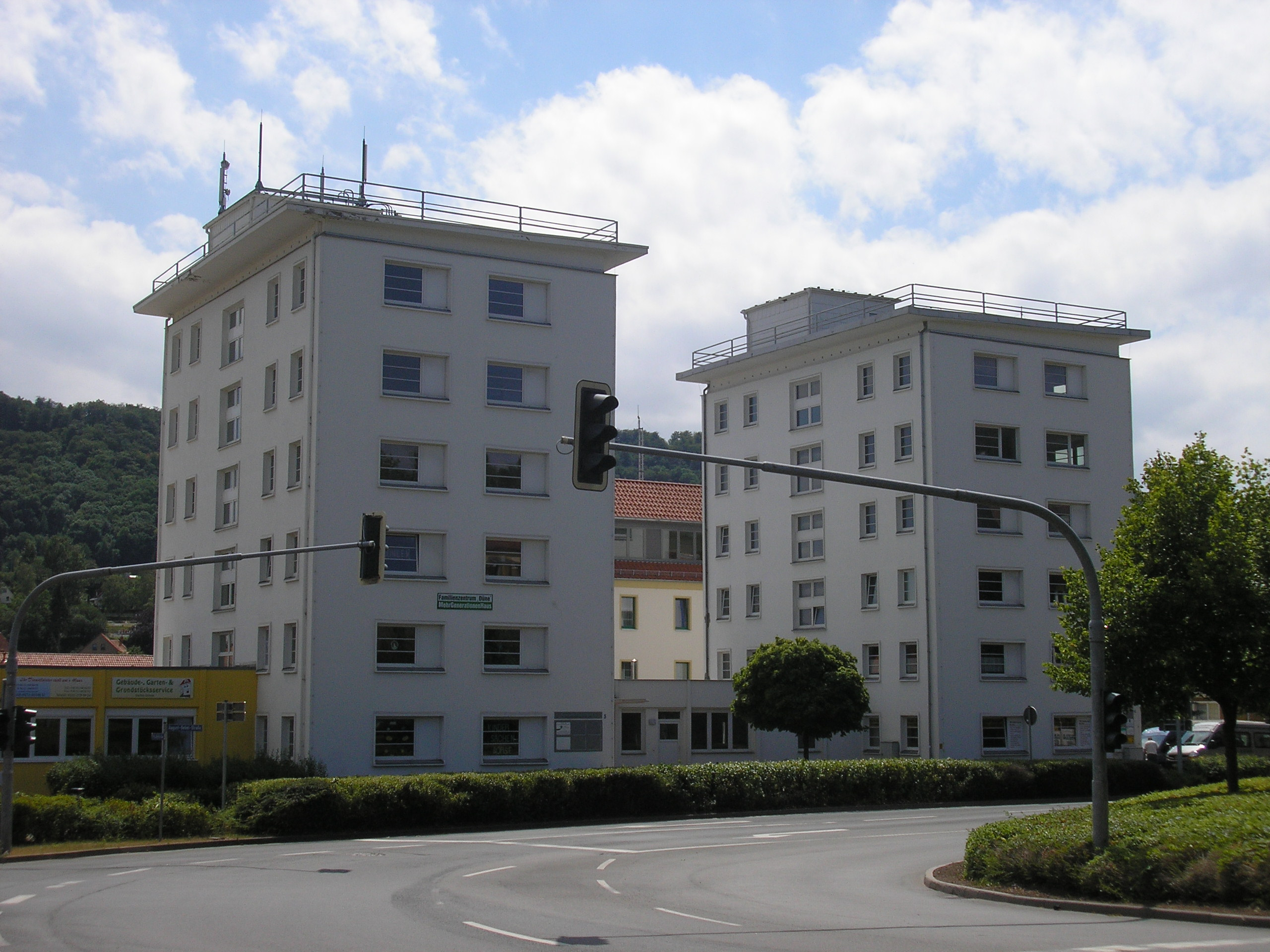
Dreipunkthochhäuser, DDR-Architektur

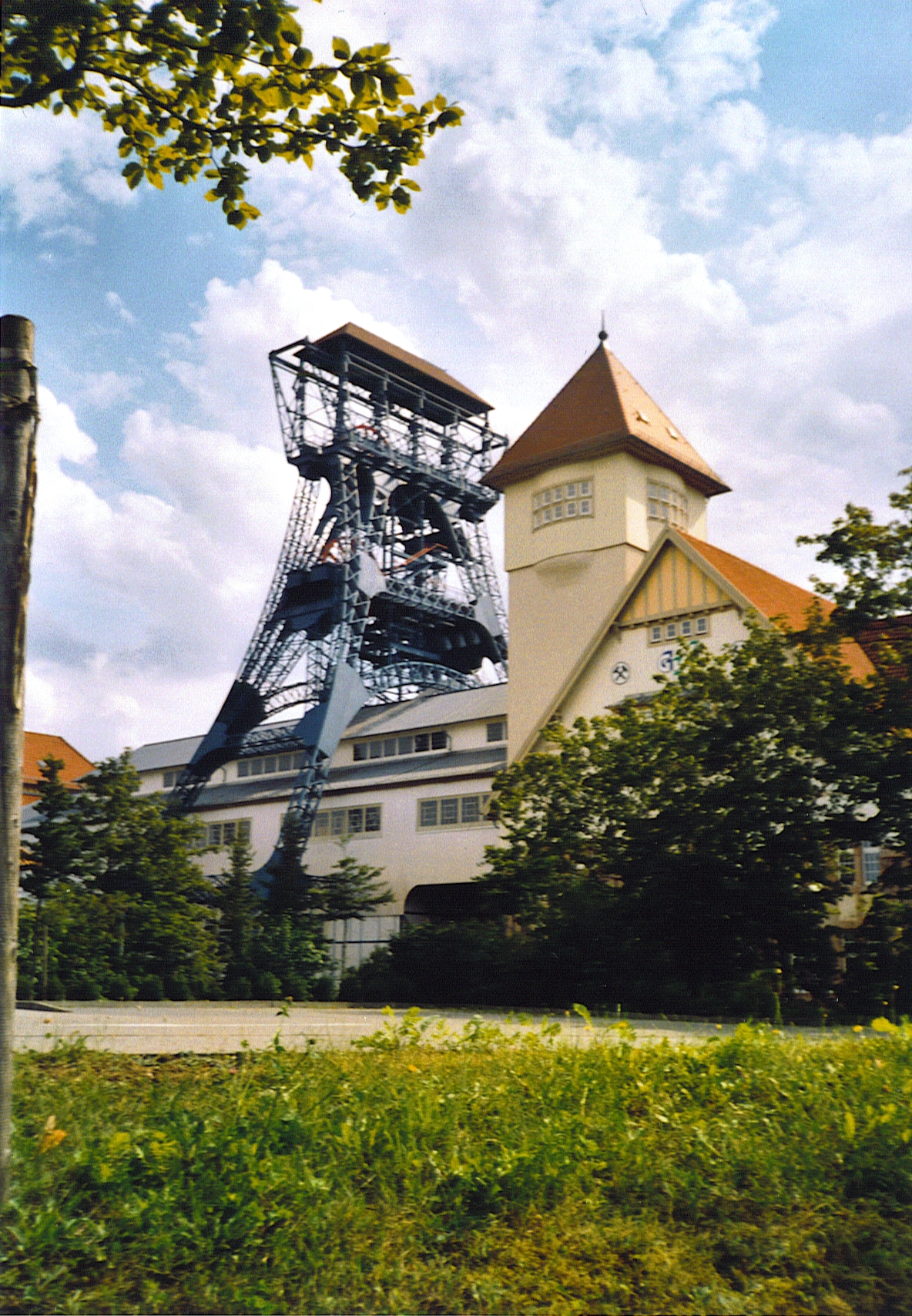
Petersenschacht – Symbol des Kalibergbaus

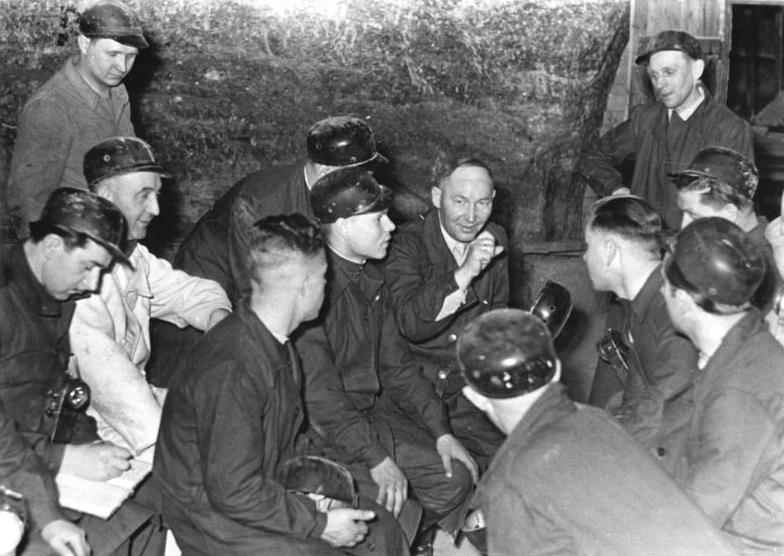
Bergarbeiter in der Zeche „Glück auf“, 1954

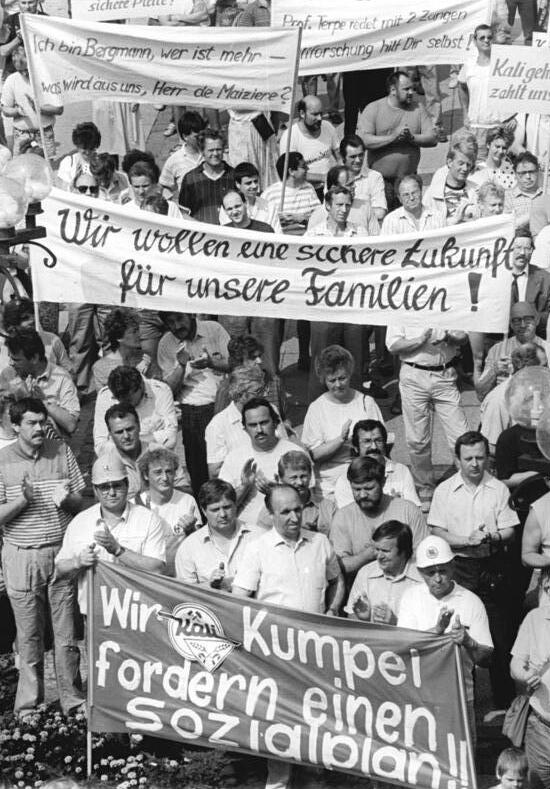
Protest gegen Grubenschließung 1990

Nach Ende des Krieges begannen auf der Grundlage des Ortsgesetzes über die Enttrümmerung der Stadt Sondershausen, die es vorsah, alle männlichen Arbeitskräfte zwischen 15 und 55 Jahren für drei Stunden täglich zu Arbeiten im Rahmen der Enttrümmerung und des Wiederaufbaus zu verpflichten. Anfang Juli 1945 wurde die Stadt, wie ganz Thüringen, von den Amerikanern an die Rote Armee übergeben. Damit wurde sie Teil der Sowjetischen Besatzungszone und ab 1949 der Deutschen Demokratischen Republik.
1952 wurde Sondershausen Kreisstadt des verkleinerten Kreises Sondershausen, der zum neu gegründeten Bezirk Erfurt gehörte.
Durch enorme Flüchtlingsströme und natürliches Bevölkerungswachstum wuchs die Einwohnerzahl sehr stark, sodass seit den 1950er Jahren mit der Errichtung der Neubaugebiete Borntal, Hasenholz und Östertal begonnen wurde, was zu einer erheblichen Stadterweiterung führte. Mit dem bereits Ende der 1970er Jahre beginnenden Abriss der Altstadt („Schwarzes Viertel“) und dem parallel laufenden Aufbau des Neubaugebietes Wippertor verlor allerdings die Stadt Sondershausen nach den bombenbedingten Zerstörungen ein weiteres Stück Identität.
Das nach dem Zweiten Weltkrieg zunächst als SAG-Betrieb weitergeführte Kalibergwerk Glückauf wurde ab 1952 Volkseigener Betrieb. 1951 war es durch eine Schlagwetterexplosion zu 12 Toten und 22 Verletzten gekommen. Der Betrieb bildete die Grundlage dafür, dass hier 1970 der VEB Kombinat Kali seinen Sitz erhielt. Der zweitgrößte Betrieb Sondershausens war der VEB Elektroinstallation Sondershausen (EIS). Er hatte bis Ende des Jahres 1989 etwa 3200 Beschäftigte.

### Nachwendezeit
Nach dem Ende der DDR 1990 wurde in den Jahren 1991/1992 die Kaliförderung schrittweise eingestellt. Die damit einhergehende Deindustrialisierung sorgt bis heute dafür, dass die Arbeitslosigkeit in Sondershausen – wie im gesamten Kyffhäuserkreis, der 1994 aus dem bisherigen Kreis Sondershausen und dem im ehemaligen Bezirk Halle gelegenen Kreis Artern gebildet wurde – mit am höchsten in Thüringen ist.
Nach wie vor werden elektrotechnische Artikel produziert in Unternehmen wie ELSO, WAGO und SONLUX, jedoch mit weitaus weniger Beschäftigten.
Durch die Abwanderung besonders Anfang der 1990er Jahre und einer für Ostdeutschland typischen Bevölkerungsentwicklung mit zu wenigen Geburten verliert Sondershausen anhaltend an Einwohnern. Daher wandelte sich die Stadt strukturell. Neben der Instandsetzung und Restaurierung des Zentrums werden die Neubaugebiete aus DDR-Zeiten zurückgebaut (abgerissen) oder renoviert. Öffentliche Gebäude, Wohnhäuser, Straßen, Plätze und die Infrastruktur wurden in den letzten zwei Jahrzehnten saniert, und die Eigenheimsiedlungen Dornheide, Bahnbogen und Windleite in Stockhausen wurden errichtet.
Das Loh-Orchester, früher eine staatliche Einrichtung, heute in Form einer GmbH in Fusion mit dem Theater Nordhausen geführt, verteidigt weiterhin erfolgreich den Ruf Sondershausens als Musikstadt weit über die Stadtgrenzen hinaus und prägt neben Schlossmuseum, Musikschule, Landesmusikakademie Thüringen und anderen Kulturträgern das kulturelle Leben Sondershausens.

### Eingemeindungen
Besonders ab dem 20. Jahrhundert schwankt die Bevölkerungsentwicklung durch diverse Faktoren stark. 1922 wurden die Dörfer Bebra, Stockhausen, Jecha und Jechaburg eingemeindet, die drei letzteren bereits 1924 wieder ausgemeindet. Ab 1944 begann der Zuzug von Ausgebombten, Flüchtlingen und Vertriebenen durch die Folgen des Zweiten Weltkrieges. Im Jahr 1950 wurden die Dörfer Stockhausen, Jecha und Jechaburg der Stadt Sondershausen wieder hinzugefügt. Mit dem Ende der DDR 1990 begann eine starke Abwanderungswelle durch hohe Arbeitslosigkeit, und bis heute verliert die Stadt kontinuierlich Einwohner. Daher wurden auch die umliegenden Dörfer Berka, Großfurra und Oberspier am 31. Dezember 1997 eingemeindet. Am 1. Dezember 2007 folgte die Einheitsgemeinde Schernberg.

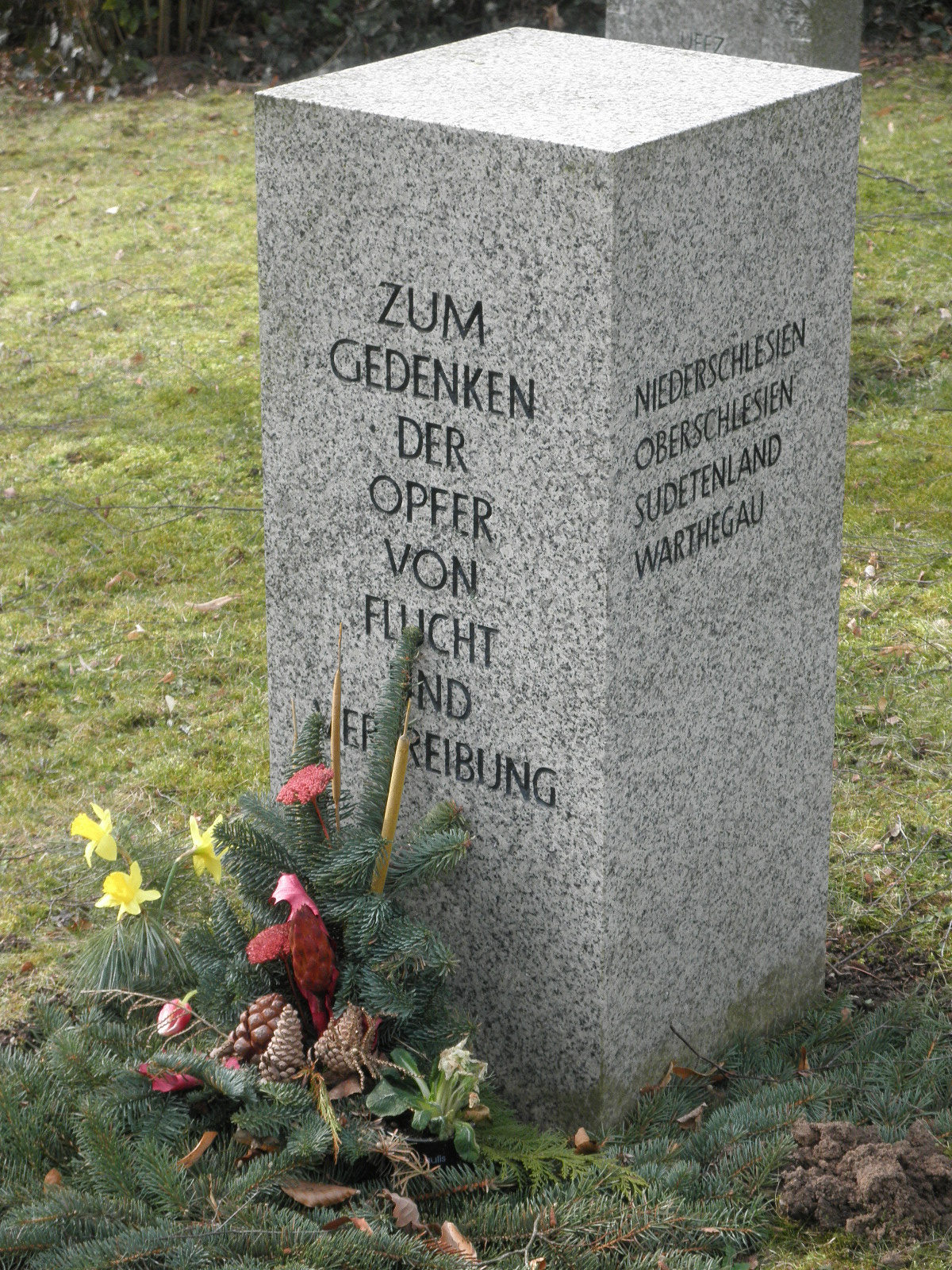
Gedenkstein an Opfer der Vertreibungen, Hauptfriedhof

| Datum      | Ehemalige Gemeinde | Anmerkung                        |
| ---------- | ------------------ | -------------------------------- |
| 1922       | Bebra              |                                  |
| 1922       | Jecha              | Eingemeindung nach Sondershausen |
| 1922       | Jechaburg          | Eingemeindung nach Sondershausen |
| 1922       | Stockhausen        | Eingemeindung nach Sondershausen |
| 1924       | Jecha              | Ausgliederung aus Sondershausen  |
| 1924       | Jechaburg          | Ausgliederung aus Sondershausen  |
| 1924       | Stockhausen        | Ausgliederung aus Sondershausen  |
| 01.07.1950 | Jecha              | Eingemeindung nach Sondershausen |
| 01.07.1950 | Jechaburg          | Eingemeindung nach Sondershausen |
| 01.07.1950 | Stockhausen        | Eingemeindung nach Sondershausen |
| 14.03.1974 | Himmelsberg        | Eingemeindung nach Schernberg    |
| 01.01.1996 | Großberndten       | Eingemeindung nach Schernberg    |
| 01.01.1996 | Hohenebra          | Eingemeindung nach Schernberg    |
| 01.01.1996 | Immenrode          | Eingemeindung nach Schernberg    |
| 01.01.1996 | Kleinberndten      | Eingemeindung nach Schernberg    |
| 01.01.1996 | Straußberg         | Eingemeindung nach Schernberg    |
| 01.01.1996 | Thalebra           | Eingemeindung nach Schernberg    |
| 31.12.1997 | Berka              |                                  |
| 31.12.1997 | Großfurra          |                                  |
| 31.12.1997 | Oberspier          |                                  |
| 01.12.2007 | Schernberg         |                                  |

### Einwohnerentwicklung
| Datum/Jahr    | Einwohner |
| ------------- | --------- |
| um 1500       | ca. 1.700 |
| 1578          | ca. 2.000 |
| 1834          | 4.858     |
| 1890          | 6.634     |
| 1933          | 10.677    |
| 1939          | 10.907    |
| 29. Okt. 1946 | 13.118    |
| 31. Aug. 1950 | 19.622    |
| 1960          | 19.191    |
| 1. Jan. 1971  | 22.949    |
| 1981          | 23.394    |
| 1984          | 23.693    |
| 1985          | 23.908    |
| 1988          | 24.616    |
| 1994          | 21.808    |

| Jahr | Einwohner |
| ---- | --------- |
| 1995 | 21.528    |
| 1996 | 21.168    |
| 1997 | 23.860    |
| 1998 | 23.557    |
| 1999 | 23.323    |
| 2000 | 23.088    |
| 2001 | 22.753    |
| 2002 | 22.487    |
| 2003 | 22.145    |
| 2004 | 21.894    |
| 2005 | 21.622    |
| 2006 | 21.301    |
| 2007 | 24.182    |
| 2008 | 23.747    |
| 2009 | 23.483    |

| Jahr | Einwohner |
| ---- | --------- |
| 2010 | 23.142    |
| 2011 | 22.395    |
| 2012 | 22.177    |
| 2013 | 21.907    |
| 2014 | 21.888    |
| 2015 | 22.039    |
| 2016 | 21.974    |
| 2017 | 21.768    |
| 2018 | 21.513    |
| 2019 | 21.290    |
| 2020 | 21.034    |
| 2021 | 20.885    |
| 2022 | 21.317    |
| 2023 | 21.183    |

 Datenquelle: ab 1994 Thüringer Landesamt für Statistik; ab 1960 Werte jeweils vom 31. Dezember, wo nur das Jahr angegeben ist.

## Politik

### Stadtrat
- Linke: 3
- SPD: 4
- FW: 2
- Volkssolidarität: 7
- CDU: 6
- AfD: 6
- Die Heimat: 2

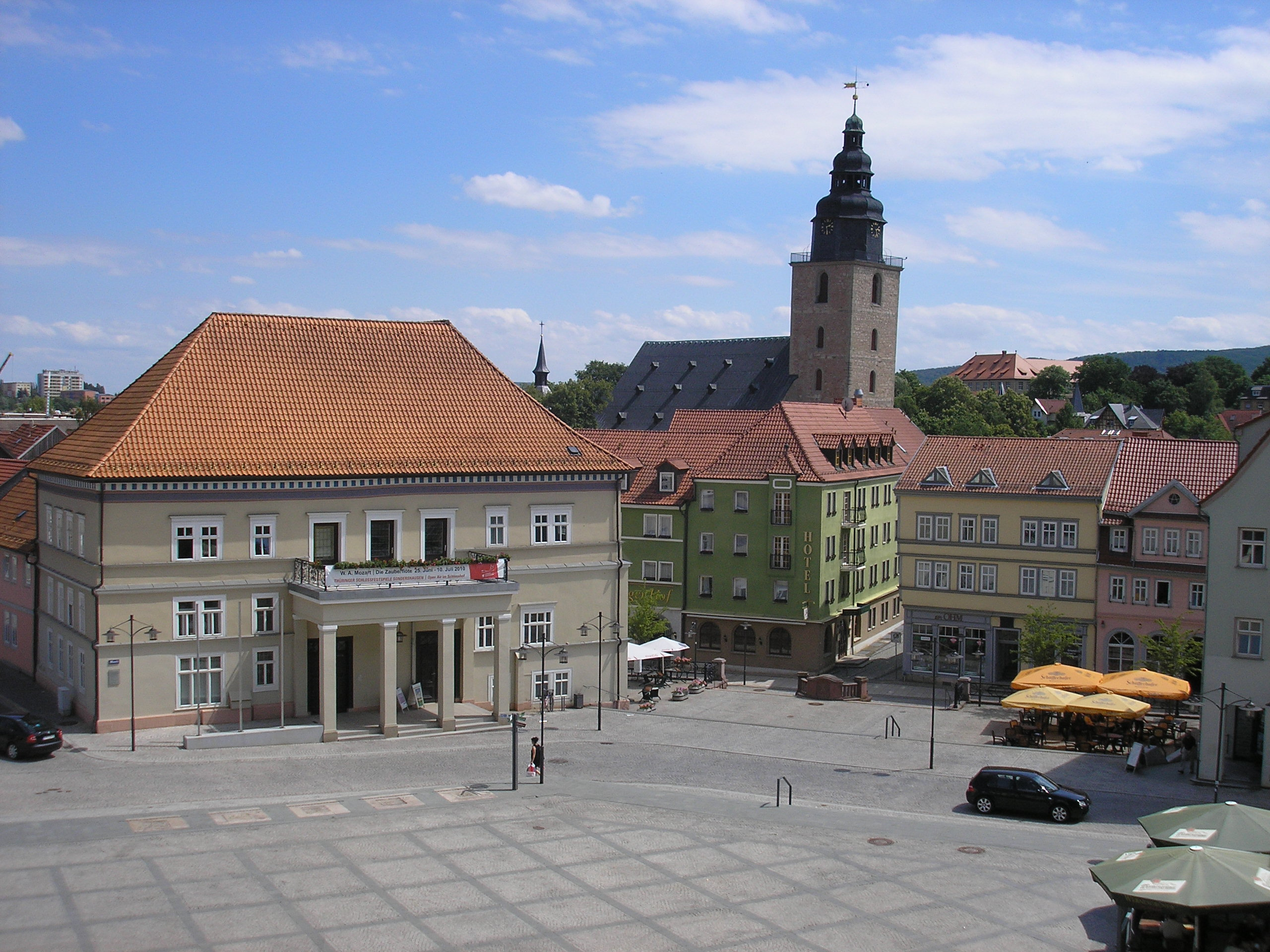
Marktplatz mit Rathaus und Trinitatiskirche

Die Kommunalwahl am 26. Mai 2024 mit einer Wahlbeteiligung von 59,6 % führte zu folgender Verteilung der 30 Sitze im Stadtrat:
| Partei / Liste   | Sitze |
| Volkssolidarität | 7     |
| AfD              | 6     |
| CDU              | 6     |
| SPD              | 4     |
| Die Linke        | 3     |
| Freie Wähler     | 2     |
| Die Heimat       | 2     |

Stadtratsvorsitzender ist Daniel Pößel (Freie Wähler), stellv. Bürgermeister ist Martin Ludwig (Volkssolidarität)
Dem Sondershäuser Stadtrat gehört außerdem der Bürgermeister Steffen Grimm (parteilos) an.
Neben dem Stadtrat besitzt Sondershausen auch noch einen Seniorenbeirat sowie einen Behindertenbeirat.

### Wappen
| Wappen von Sondershausen | Blasonierung: „Das Wappen zeigt auf silbernem Grund ein rotes Hirschgeweih mit drei seitlichen und drei oberen Enden, zwischen den Stangen ein blauer Schild, darin ein nach rechts steigender goldener gekrönter, rot gezungter und bewehrter Löwe.“ |
| Wappen von Sondershausen | Wappenbegründung: Die roten Hirschstangen entstammen dem Wappen der Grundherren, der Löwenschild weist auf schwarzburgischen Besitz hin. Burg und Herrschaft Sondershausen gelangten zunächst um 1263 an die Grafen von Honstein, die ihren rot-silbern geschachten Schild zwischen die Hirschstangen setzten, aber später trat der schwarzburgische Löwenschild an diese Stelle. |

### Dienstsiegel
„Das Dienstsiegel trägt die Umschrift im oberen Halbbogen ‚Freistaat Thüringen‘ bzw. ‚Thüringen‘ und im unteren Halbbogen ‚Stadt Sondershausen‘ und zeigt im mittleren Feld das Wappen […] in einer Schildumrahmung.“

### Städtepartnerschaften
Sondershausen pflegt Städtepartnerschaften mit Pecquencourt im Département Nord in Frankreich (seit 1969), Rolla (Missouri) (seit 1998) sowie mit der litauischen Stadt Kazlų Rūda im Distrikt Marijampolė (seit 2000). 2014 kam Gmina Klucze in der
Woiwodschaft Kleinpolen hinzu.

## Kultur und Sehenswürdigkeiten

### Museen

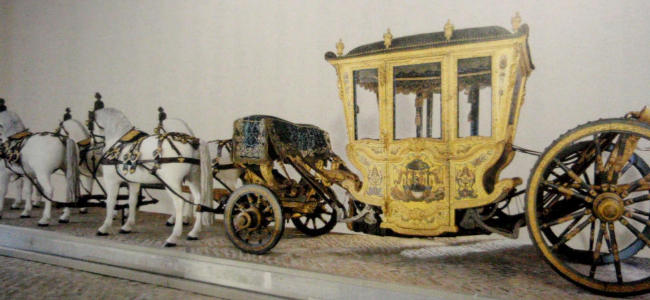
Goldene Kutsche

In Sondershausen gibt es ein Schlossmuseum mit drei verschiedenen Ausstellungsbereichen. Dazu zählen ein Sonderausstellungsbereich mit ständig wechselnden Ausstellungen von Künstlern und die historischen Räume bzw. Raumfassungen aus sechs Epochen, z. B. der Blaue Saal oder das einzigartige Steinzimmer. Als drittes beherbergt das Schloss den natur- und kulturhistorischen Bereich einschließlich der Stadtgeschichte. Zu den bedeutendsten Ausstellungsstücken gehören die „Goldenen Kutsche“, die einzige ihres Typs in Deutschland, und der sagenumwobene „Püstrich“. Sonderführungen durch Schlosskeller, Schaudepot, Schlossturm und den Schlosspark sind möglich.

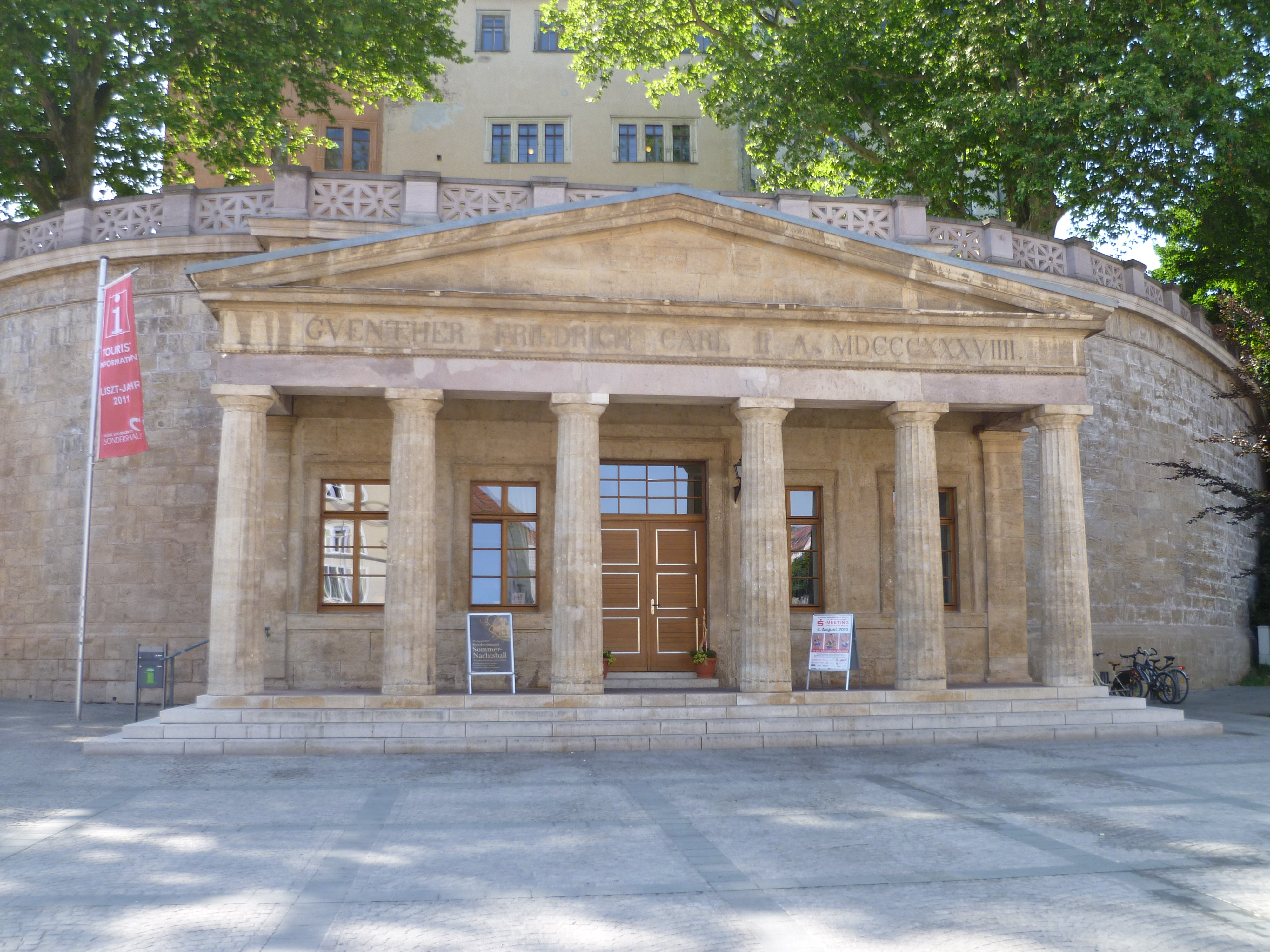
Die Alte Wache von Scheppig am Marktplatz, heute: Touristeninformation

Das Kaliwerk Glückauf Sondershausen ist ein Besucherbergwerk, bei dem es sich um die älteste befahrbare Kaligrube der Welt handelt. Die Besucher werden durch kilometerlange Strecken gefahren, die einem unterirdischen Labyrinth gleichen. Es werden Abbau- und Fördertechniken gezeigt und eine Kahnfahrt mit echten Spreewaldkähnen auf dem tiefstgelegenen Salzsee der Welt angeboten. Des Weiteren findet man unter Tage eine Salzrutsche und einen Festsaal. Weltrekorde sind auch der Konzertsaal und die Kegelbahn in 700 Meter Tiefe. Seit 2007 gibt es zusätzlich noch eine Dauerausstellung unter Tage zum Thema Heeresmunitionsanstalten in Kalischächten. Ebenfalls werden jährlich Rad- und Wettrennen unter extremen Bedingungen organisiert, die hunderte Sportler in das Bergwerk locken, darunter auch der sogenannte Untertage-Marathon.
Zu besichtigen ist auch ein 1999 ausgegrabenes jüdisches Bad aus dem 14. Jahrhundert unter der Galerie am Schlossberg, siehe Mikwe von Sondershausen.
Sein ganzes Leben verbrachte der bedeutende Naturwissenschaftler Thilo Irmisch in Sondershausen und hinterließ viele Erkenntnisse, die im Stadtmuseum verarbeitet wurden.

### Naherholungsgebiete und Parks

#### Freizeit- und Erholungspark Possen
Das Gelände gehört zum Jagdschloss „Zum Possen“. Darauf befinden sich der Possenturm (Aussichtsturm), der alte Bärenzwinger von 1867, der Possenbrunnen mit ca. 40 Metern Tiefe und ein Feuchtbiotop. Ein Großteil der Fläche nimmt der frei zugängliche Wildpark mit Braunbären, Rotwild, Damwild, Muffelwild, Wildschweinen, verschiedenen Vogelarten, Pferden, Eseln, Schafen, Ziegen, Zwerghasen, Meerschweinchen und Hühnern ein. Seit kurzer Zeit bewohnen Erdmännchen, Emus und Zwergkängurus den Tierpark.
Neben einer großen Ferienanlage und einem Spielplatz steht auf dem weitläufigen Gelände auch eine historische Reithalle. Im ehemaligen fürstlichen Jagdschloss ist heute ein Restaurant untergebracht. Auf einer großen Freifläche finden regelmäßig Veranstaltungen, zum Beispiel Tierausstellungen, statt.

#### Erlebnisreich Straußberg

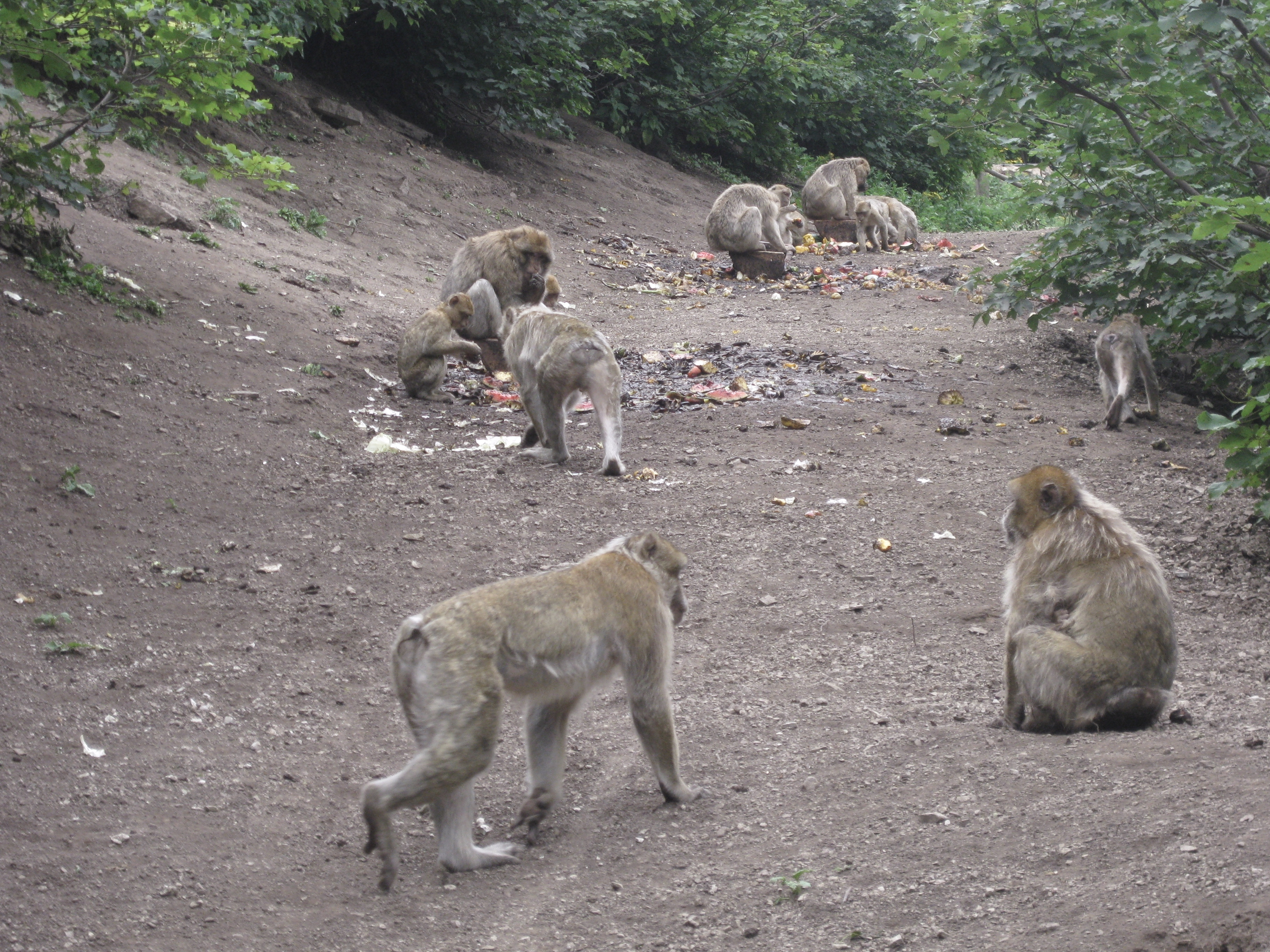
Affenwald

Im Ortsteil Straußberg befindet sich der KiEZ Ferienpark Feuerkuppe, ein Bungalowdorf mit Gästehaus und Zeltplatz sowie Sportplätzen, Schwimmbad, Bowlingbahn und einem Kletterturm. Eine Vielzahl von Freizeitaktivitäten wird für jede Altersgruppe angeboten. Daneben gibt es auch noch einen Affenpark, in dem sich die Primaten frei zwischen den Besuchern bewegen können, und eine Sommerrodelbahn. Der Ortsteil kann zusätzlich mit einer mittelalterlichen Burganlage aufwarten, die besichtigt werden kann.

#### Parkanlagen
Der Schlosspark Sondershausen wurde ab 1837 durch Carl Eduard Petzold, der auch den Parkteich anlegte, unter Einbeziehung von Schloss, Stadt und Umgebung (darunter zählt auch die Wipper) nach den Prinzipien eines Landschaftsgartens umgestaltet, zum „Fürstlichen Park zu Sondershausen“. Gegen Ende des Zweiten Weltkriegs und in den Nachkriegsjahrzehnten wurde die Anlage stark beeinträchtigt, bis es seit 1991 zu Instandsetzungsarbeiten kam.
Eine weitere Parkanlage befindet sich im Stadtzentrum, nahe der Trinitatiskirche, der sogenannte Alte Gottesacker. Dort stehen unter anderem Gedenkstelen für den Dichter Johann Karl Wezel und den Leiter der Hofkapelle Eduard Stein. An der Bastei an der alten Stadtmauer erinnert eine Tafel an zehn Gelehrte, die hier zwischen 1578 und 1852 beigesetzt wurden.
Ebenfalls im Zentrum liegt der Rosengarten, in dem sich der Käthe-Kollwitz-Kindergarten, das Gebäude, welches sich die Grundschule „Käthe Kollwitz“ und das Geschwister-Scholl-Gymnasium Haus II teilen, die Dreifeldersporthalle „Am Rosengarten“ und die Goethe-Schule (Berufsschule) befinden. Eine Gedenkstätte, die an die Opfer des Zweiten Weltkriegs erinnert, steht im Mittelpunkt des Areals.

#### Hauptfriedhof
Der parkähnliche Hauptfriedhof liegt im Nordosten der Stadt in Hanglage an der Hardt am Eingang zum Brückental. Seit 1898 bis heute sind hier 19.000 Personen bestattet worden. Es finden sich große Familiengrabstätten und andere erhaltenswerte Grabmale.
Im Zentrum eines Ehrenhains für die Gefallenen des Zweiten Weltkrieges und die Opfer des Luftangriffs auf Sondershausen vom 8. April 1945 stehen in einer Runde 8 große Granitstelen. An einer von ihnen findet sich die Inschrift (von 1995): „Die Toten öffnen uns Lebenden die Augen. Allen Opfern von Krieg und Gewalt“. Die Soldatengräber (von 1940 bis nach Kriegsende) finden sich auf der linken, die Bombenopfer auf der rechten Seite. Diese sind nicht als solche gekennzeichnet, man erkennt sie nur am Todesdatum 8. April 1945 auf den Grabsteinen (Gemeinschaftsgrab).
Der Bund der Vertriebenen erinnert auf dem Ehrenhain mit einem Gedenkstein:
ZUM GEDENKEN DER OPFER VON FLUCHT UND VERTREIBUNG

### Bauwerke

#### Schlossbauten

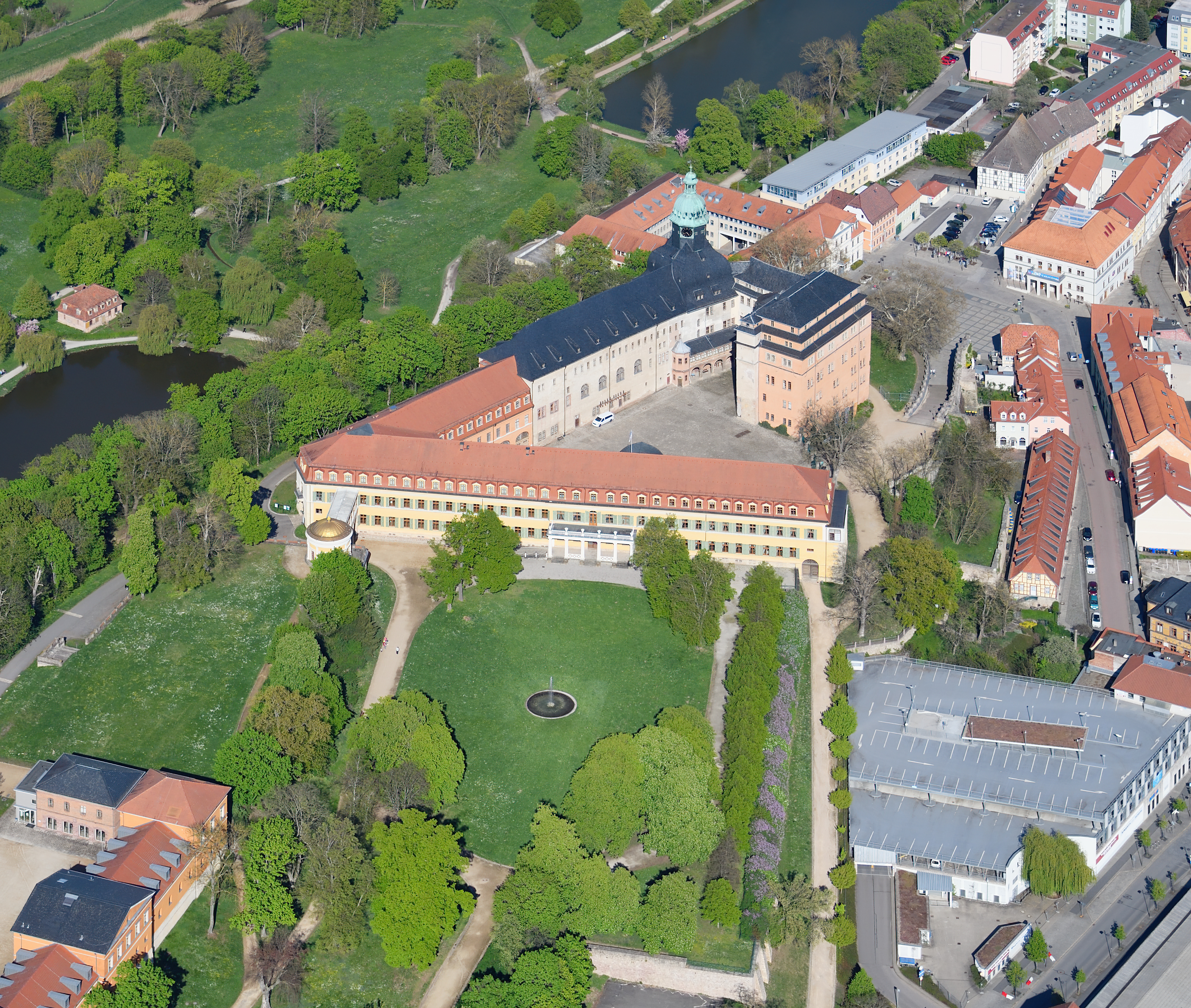
Blick auf das Schloss Sondershausen

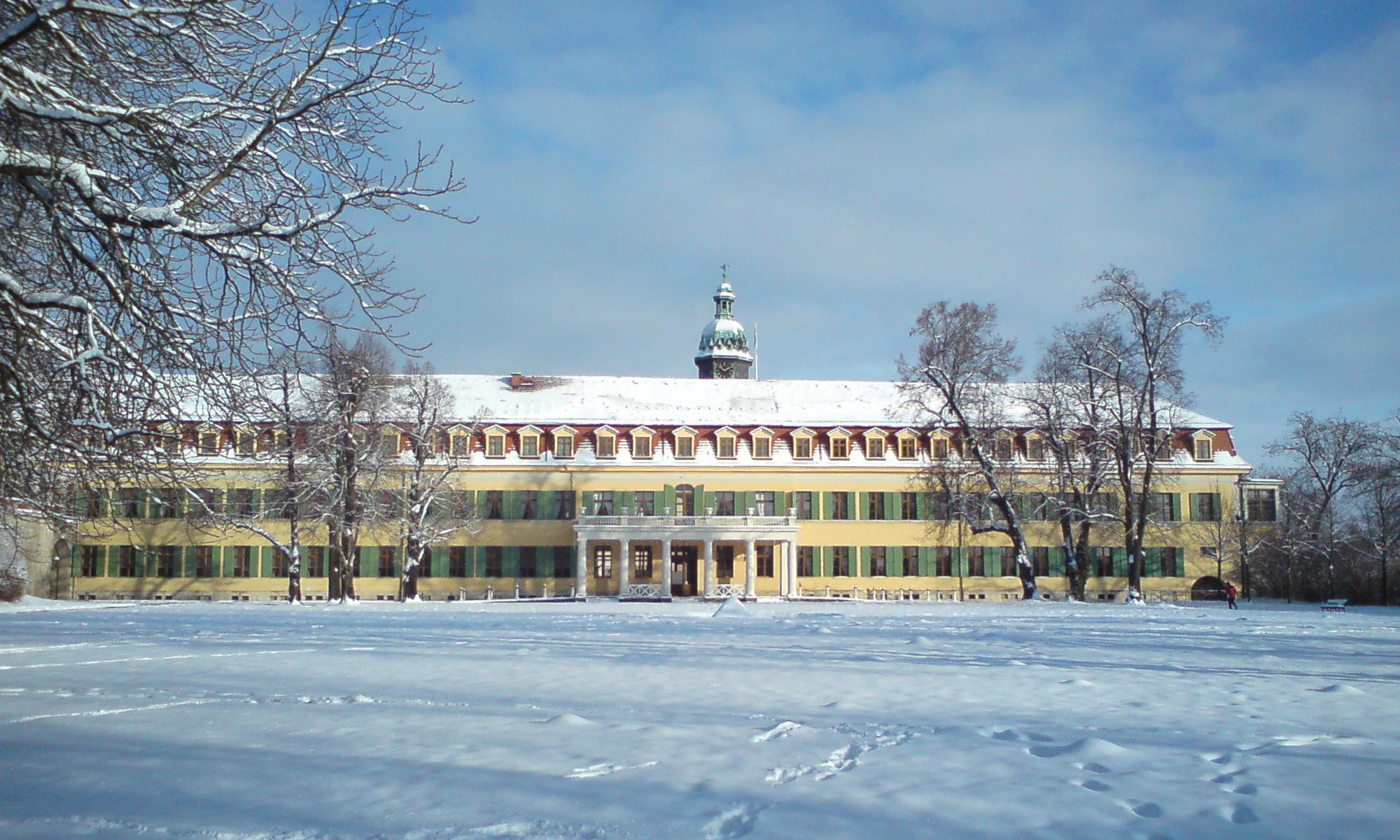
Schloss im Schnee, Gartenseite

- Das Schloss Sondershausen ist eine aus einer Burg und anschließendem Renaissanceschloss hervorgegangene und später erweiterte, unregelmäßige Vierflügelanlage. Der 1764–1771 erbaute Westflügel wurde im 19. Jahrhundert klassizistisch von Carl Scheppig umgestaltet, der Schmuck über der Hofseite präsentiert nach seiner Restaurierung wieder die historisch korrekte Rokokodekoration. Besonders erwähnenswert sind der Blaue Saal und im Park das Achteckhaus, das über einen drehbaren Tanzboden verfügte und heute für Konzerte genutzt wird. Die Orangerie ging durch den Bombenangriff vom 8. April 1945 verloren.
- Das Frühere Prinzenpalais (1721–1725). Es diente unter anderem in der Zeit von 1835 bis 1851 dem Fürsten während des Schlossumbaus als Wohnsitz. Das unter Denkmalschutz stehende Gebäude am Markt beherbergt derzeit das Landratsamt des Kyffhäuserkreises.
- Das Jagdschloss „Zum Possen“ (18. Jahrhundert). Das Ensemble aus Gebäuden und Parkanlage ist frei zugänglich, beherbergt einen Wildpark und ein Restaurant. Der Aussichtsturm Possenturm ist das größte Fachwerkgebäude seiner Art in ganz Europa.
- Die Burg Straußberg (um 1200). Die Burganlage entstand als Ministerialensitz für die Landgrafen von Thüringen, war später im Besitz der Grafen von Hohnstein und darauf der Grafen von Schwarzburg.
- Die Burg Furra aus dem 11. Jahrhundert im Ortsteil Großfurra diente einst als Wasserburg der Herren von Wurmb.
- Die Alte Wache diente seit ihrer Erbauung 1837–1839 durch Carl Scheppig als fürstliche Wache und ist Bestandteil des Schlossterrassenensembles. Seit 2023 enthält sie ein Eiscafé. Zuvor beherbergte sie viele Jahre die Stadtinformation, welche 2022 in den Rathauskeller umzog.

#### Bürgerliche Profanbauten
- Rathaus
- Das Gottschalcksche Haus ist ein barockes Stadtpalais aus dem 18. Jahrhundert.
- Das Haus I des Geschwister-Scholl-Gymnasiums Sondershausen in der Güntherstraße aus dem Jahre 1881. Ein neogotischer Bau mit einer bedeutenden Aula, die dem Sängersaal auf der Wartburg nachempfunden wurde.
- Haus der Kunst

#### Sakralbauten

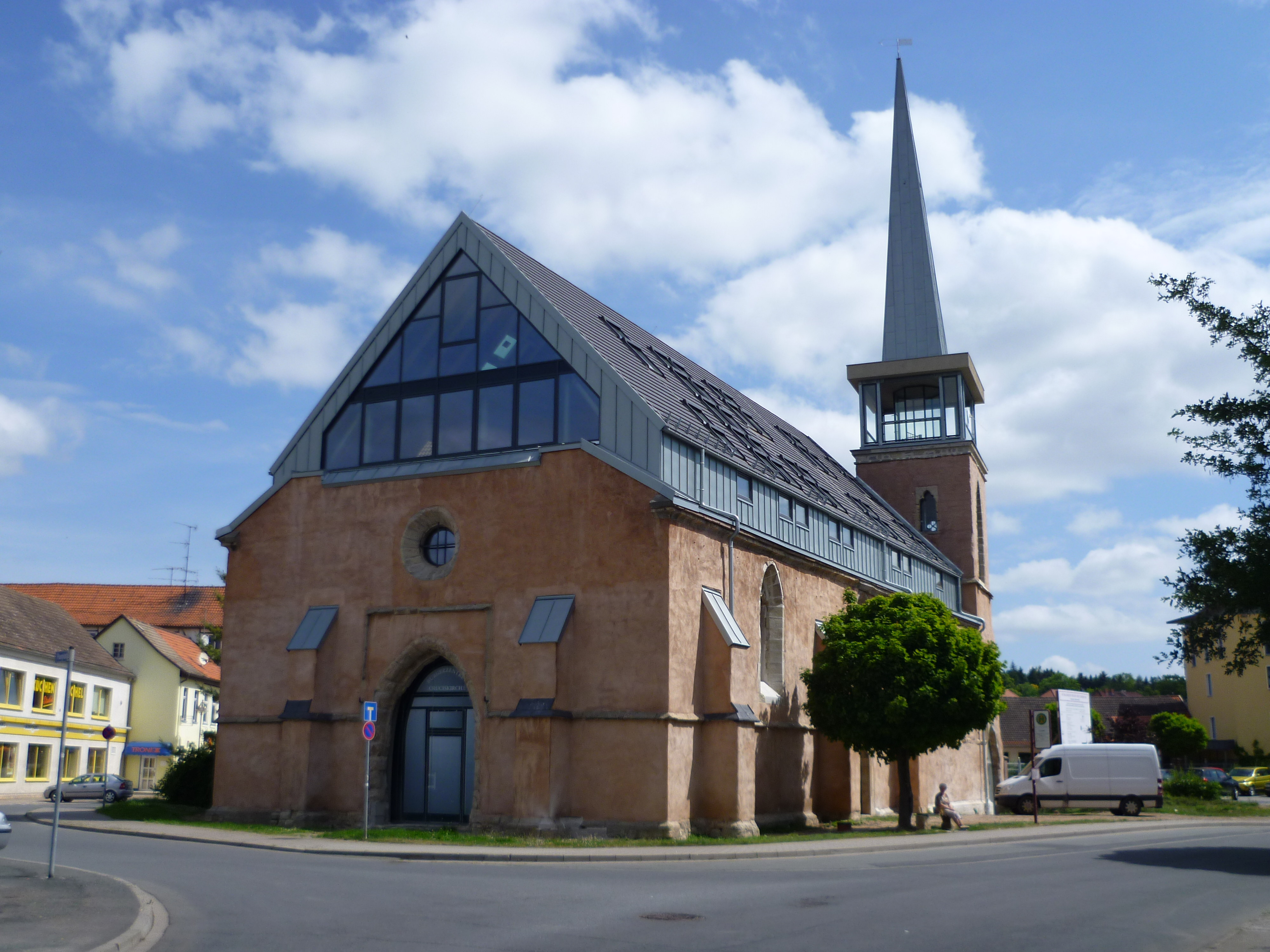
Cruciskirche

- Trinitatiskirche (evangelisch, barocke Saalkirche aus dem 17. Jahrhundert, von 1987 bis 1997 saniert). Hier finden häufig musikalische Veranstaltungen statt
- Cruciskirche, das älteste Gebäude von Sondershausen
- St.-Matthias-Kirche in Stockhausen. Das historistische Bauwerk gilt als eine der schönsten Kirchen der Region.
- St. Elisabeth (katholisch; erbaut 1906/08) mit einer St. Elisabeth-Statue des Bildhauers Otto Zirnbauer von 1941
- Die Mikwe. Das jüdische Ritualbad aus dem 13. Jahrhundert ist eines der ältesten seiner Art in Mittel- und Norddeutschland.
- Jüdischer Friedhof (Sondershausen)

### Regelmäßige Veranstaltungen
Die seit 2006 jährlich zwischen Juni und Juli stattfindenden Thüringer Schlossfestspiele Sondershausen bilden den Höhepunkt im Kulturprogramm der Stadt Sondershausen. Hierbei handelt es sich um ein Musikfestival, das als Kernpunkt neben musikalischen Rahmenprogrammen ein jährlich neu erarbeitetes, bekanntes Werk des Musiktheaters beinhaltet, das im Schlosshof von dem Theater Nordhausen/Loh-Orchester Sondershausen aufgeführt wird.
Ein weiterer kultureller Höhepunkt ist das Residenzfest, welches seit 2001 am ersten Juniwochenende abgehalten wird. Das dreitägige Fest wartet mit einem umfangreichen musikalischen Rahmenprogramm, Märkten und sonstigen Veranstaltungen auf.
Der Karnevalsumzug am Rosenmontag der Stadt gehört zu den größten seiner Art in Thüringen und somit ist Sondershausen eine der Karnevalshochburgen des Freistaates. Die 12 bis 15 Vereine mit rund 800 aktiven Karnevalisten ziehen etwa 5 km quer durch die Stadt.
Weitere Veranstaltungen sind die Kneipennächte, bei denen mit einem Busshuttle eine Vielzahl von Kneipen, Gaststätten und Clubs in der gesamten Stadt besucht werden kann. Das Sondershäuser Weinfest (seit 1995) und das Bierfest (seit 2008) bieten jeweils drei Tage im August ein volles Programm für die ganze Familie von morgens bis in die Nacht hinein. Oster- und Frühlingsfeste, Gewerbegebiets-, Bergmannstage, Advents- und Weihnachtsmärkte runden das Jahr ab.
Neben Klassikmusik und Jazznächten, Denkmalstagen und der Nordthüringischen Kulturnacht finden gerade im Sommer Open-Air-Veranstaltungen mit regionalen Rockbands im Schlosshof und auf dem Lohplatz statt.

### Musik
Sondershausen führt neben dem Beinamen Bergstadt auch den Beinamen „Musikstadt“. Musikalische Traditionen lassen sich bis in das 16. Jahrhundert zurückverfolgen.
Die Hofkapelle wurde erstmals 1637 erwähnt und 1918 in Loh-Orchester Sondershausen umbenannt, heute Bestandteil der Theater Nordhausen/Loh-Orchester Sondershausen GmbH. Hier wirkten Musiker wie Max Bruch, Gottfried Herrmann, Franz Liszt und Max Reger. Der Musikwissenschaftler Hugo Riemann lehrte am fürstlichen Konservatorium in Sondershausen, wo Max Reger für drei Monate sein Schüler war. Der Musikwissenschaftler Philipp Spitta ließ sich 1867 von Tallinn an das Gymnasium in Sondershausen versetzen. Das von Carl Schroeder (1848–1935) im Jahre 1883 gegründete Konservatorium bildete bis 1938 Musiker aus. Zu den bekanntesten Schülern zählt unter anderen der Berliner Operettenkomponist Walter Kollo. Außerdem wirken in der Stadt auf dem Gebiet des Chorgesangs der Albert-Fischer-Chor, die Sondershäuser Madrigalisten, die Kreiskantorei Sondershausen-Bad Frankenhausen und der Ökumenische Chor. Jährlich können junge Musiker aus vielen Ländern im Schloss die Meisterkurse für Violine besuchen.
Eine große Rolle im Musikleben von Sondershausen, besonders für die „Musiken im Loh“, spielte die schöne Loh-Halle. Sie wurde 1837 von Landesbaumeister Carl Scheppig errichtet, mit einem offenen Orchesterraum zum Lohplatz hin. Das letzte der berühmten Konzerte dort fand 1965 statt, 1973 wurde die traditionsreiche Halle abgerissen. Nur die Fundamentplatte findet sich noch (2012).
Sondershausen ist auch Namensgeber des Sondershäuser Verbandes Akademisch-Musikalischer Verbindungen (SV) (Dachverband der nichtschlagenden musischen Studentenverbindungen in Deutschland und Österreich). Neben Verbandfesten im fünfjährigen Turnus veranstaltet der SV hier regelmäßig Verbandstagungen und Fortbildungsseminare sowie eigene Konzerte. Im Schlossmuseum der Stadt befindet sich ein Raum mit historischen Gegenständen des Verbandes. Ebenso ist das Verbandsarchiv in der Stadt angesiedelt.
Sondershausen ist seit deren Gründung 2005 Sitz der Landesmusikakademie Sondershausen.
Jährliche musikalische Veranstaltungen sind u. a.: Noten mit Dip (Brunch mit musikalischem Rahmenprogramm), Schlosskonzerte im Blauen Saal des Residenzschlosses, Lohkonzerte des Loh-Orchesters im Achteckhaus und im Haus der Kunst. Neben klassischer Musik gibt es auch noch Jazznächte und aktuelle Musik in den Clubs der Stadt. Im Sommer werden auch auf dem Lohplatz und im Schlosshof Open-Air-Konzerte z. B. mit regionalen Rockbands gegeben.

### Sport
In Sondershausen gibt es 39 Sportvereine und einen Country- und Westernclub. Die Vereine bieten folgende Sportarten an: Badminton, Basketball, Behinderten/Reha-Sport, Billard, Fußball, Handball, Judo, Karate, Kegeln, Leichtathletik, Luftsport (Ultraleicht), Motorsport, Radsport (Straße, Bahn), Reit- und Fahrsport, Schach, Schießsport, Schwimmen, Tauchsport, Tischtennis, Turnen/Gymnastik, Volleyball, Wandern, Tennis und Wasserski.
Über die Stadt hinaus bekannt ist die in Sondershausen geborene Eisschnellläuferin Gunda Niemann-Stirnemann. Das Besucherbergwerk bietet Leichtathletikveranstaltungen mit internationaler Beteiligung. Bekannt sind inzwischen der Untertage-Marathon und das Radrennen unter Tage. Weitere regelmäßige Sportveranstaltungen im Bergwerk sind: der Kristall-Lauf, der Sommer-Biathlon, Fechten, Kugelstoßen und Wandern unter Tage.
Außerdem findet in der Stadt jährlich das „Internationale Sparkassenmeeting der Leichtathletik“ mit vielen Medaillengewinnern der laufenden Saison statt. Jedes Jahr am dritten Wochenende im März gibt es den „Possenlauf“ und an jedem zweiten Wochenende im Oktober den „Stadtparklauf“.
Bekanntester Sportverein ist der Fußballverein BSV Eintracht Sondershausen (bis 1990 BSG Glückauf Sondershausen). Der Verein spielte von 1980 bis 1987 in der DDR-Liga (zweithöchste Spielklasse) und wurde 2000 Landesmeister in der Landesliga Thüringen. Danach war er fünf Jahre in der NOFV Oberliga Süd (4. Liga). Spielstätte des Vereins ist das Sportzentrum „Am Göldner“ mit 5.000 Plätzen, davon 1.700 überdachten Sitzplätzen.
Sondershausen bietet zudem zwei Freibäder (nahe dem Göldner Stadion und in Großfurra) sowie zwei Naturbäder (in Bebra und Hachelbich).

### Gesellschaften
Von 1932 bis 2003 war Sondershausen Sitz der Luther-Akademie Sondershausen e. V. Kulturinteressierte Bürger finden sich zusammen in der Goethe-Gesellschaft und der Johann-Karl-Wezel-Gesellschaft. Zwei Karnevalsvereine organisieren jährlich einen der größten Rosenmontagsumzüge Thüringens.

### Umgebung

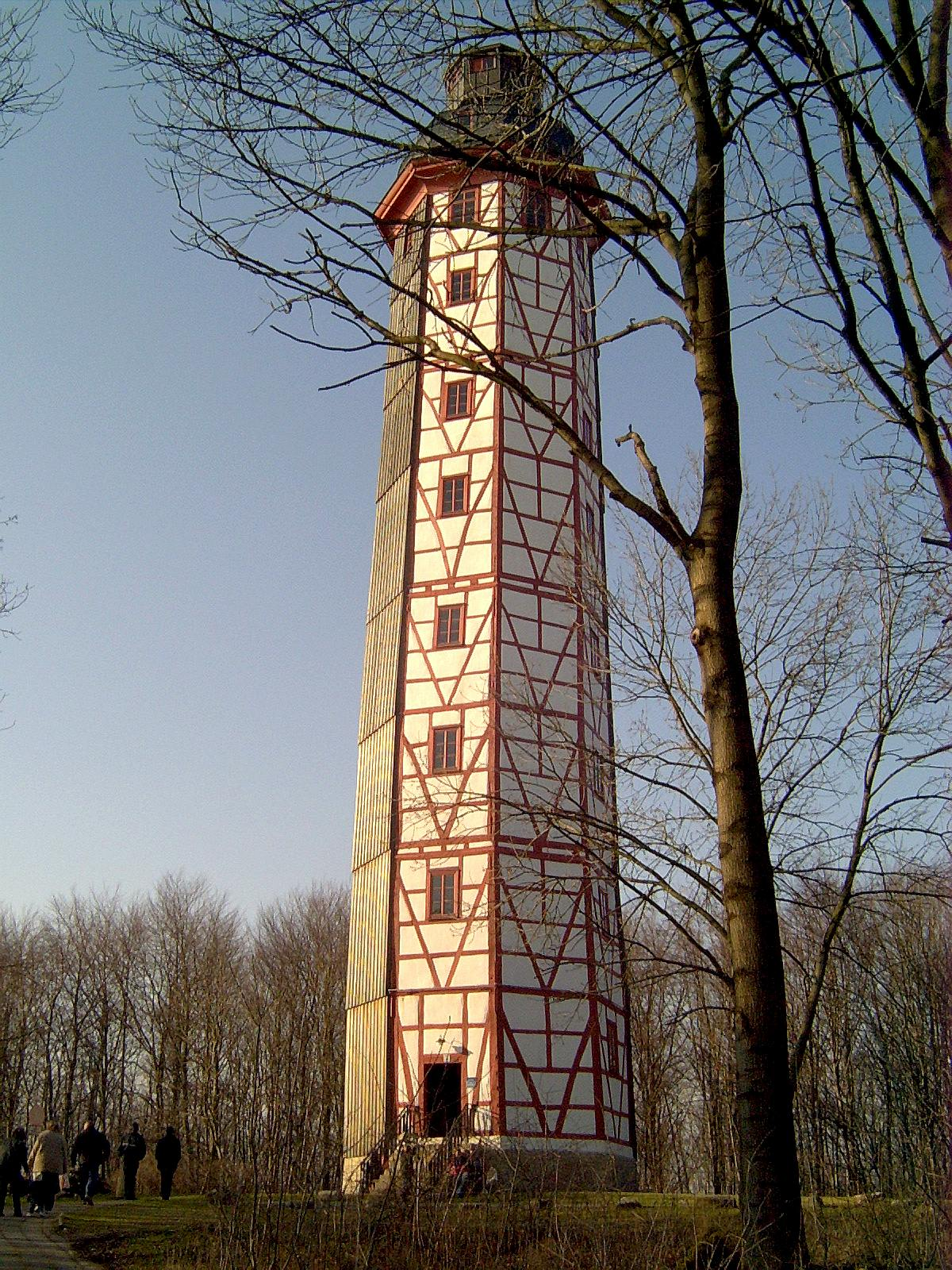
Größter Fachwerkturm: Possenturm

Ein Ausflugsziel nahe Sondershausen ist der Freizeit- und Erholungspark Possen, der Teil der Hainleite ist. Im Bereich des Possens verändert sich die Hainleite zu einer Hochebene. Hier steht mit dem Possenturm der höchste Fachwerkturm Europas (42 m) mit Fernsicht bis zum Brocken.
Weitere Ausflugsziele sind der Spatenberg im Südwesten der Stadt und das Rondell Sondershausen im Süden. Vom Rondell aus erhält man einen Überblick über die gesamte Stadt nebst Stadtteilen. Auf dem Straußberg gibt es ebenso die Burg Straußberg, einen Affenpark und eine Sommerrodelbahn.
Unter Sondershausen befinden sich in 600 m Tiefe die Grubenbaue eines ehemaligen Kalibergwerkes. Heute ist es zum Besucherbergwerk umfunktioniert, welches unter Tage vielfältige Aktivitäten anbietet. Am 20. November 2007 spielte hier die amerikanische Band Queens of the Stone Age das tiefstgelegene Rockkonzert der Geschichte.

## Wirtschaft und Infrastruktur

### Öffentliche Einrichtungen
Die Stadt ist Sitz des Amtsgerichts Sondershausen, das zum Bezirk des Landgerichts Mühlhausen gehört und für den gesamten Kyffhäuserkreis zuständig ist.

### Unternehmen
Wirtschaftlich ist Sondershausen geprägt durch die Elektroindustrie und das  Kalibergwerk, das bis in die 1990er Jahre eine bedeutende Rolle spielte. In Sondershausen befindet sich der älteste noch befahrbare Kalischacht der Welt. Obwohl die großflächige Kaliproduktion eingestellt wurde, wird seit 2006 in geringem Umfang wieder Industriesalz, hauptsächlich als Streusalz, gefördert. Das Bergwerk Glückauf  dient heute hauptsächlich als Versatzbergwerk und wird von der Glückauf Sondershausen Entwicklungs- und Sicherungsgesellschaft mbH (GSES) betrieben. Teile der unterirdischen Anlagen wurden Ende der 1990er Jahre zu einem Besucherbergwerk ausgebaut.
Der größte Arbeitgeber in Sondershausen ist derzeit die Fertigungsstätte der WAGO Kontakttechnik GmbH Co. KG mit über 1000 Beschäftigten. Hier werden Federklemmen und -systeme für die Elektroinstallation hergestellt. Weitere relevante Unternehmen in der Region sind die Elektroinstallation Sondershausen, die SONLUX Lighting GmbH, die K-UTEC AG Salt Technologies, die Nachfolgergesellschaft des Kali-Forschungsinstituts der mitteldeutschen Kaliindustrie, sowie die ISOPLUS Fernwärmetechnik GmbH und die Thermik Gerätebau GmbH.

### Militärischer Standort
Die Karl-Günther-Kaserne als Militärstandort bildet derzeit die militärische Heimat für ca. 230 Soldaten.
Den Ausgangspunkt bildete die 1697 gegründete fürstliche Garde. Seit dem 1867 strebte das Fürstentum Schwarzburg-Sondershausen den Ausbau Sondershausens zur Garnisonsstadt an. So wurde eine Militärkonvention mit dem Königreich Preußen geschlossen, und die Stadt wurde preußischer Standort. Im Jahre 1871 erfolgte schließlich die Einbindung in das kaiserlich-deutsche Heer.
Die Karl-Günther-Kaserne wurde um 1900 im wilhelminischen Stil errichtet. Ein Großteil der Gebäude wurde zur Zeit des Nationalsozialismus für die Wehrmacht erbaut und zu DDR-Zeiten für die NVA weiter genutzt. Innerhalb der Kaserne wurde 1965 der DEFA-Spielfilm „Der Reserveheld“ gedreht. Nach der Wiedervereinigung erfolgten Umgliederungen durch eine Strukturreform der Bundeswehr. Es folgten weitere Um- und Ausbauten. Die letzte Großinvestition über 50 Mio. Euro begann 2004. Die Kaserne besitzt eine von zehn Schwimmhallen der Bundeswehr und hat einen der größten Standortübungsplätze mit Schießanlage in Thüringen.
Am 26. Oktober 2011 wurde offiziell die Umstrukturierung der Bundeswehr bekannt gegeben, und der Standort Sondershausen konnte nach langem Kampf in reduzierter Form erhalten werden. Am 23. März 2013 wurde das Raketenartilleriebataillon 132 aufgelöst und zum 1. Januar 2014 ein Lehrgangsbetrieb eingerichtet, bei dem Unteroffizier- und Feldwebelanwärter ausgebildet werden.
2014 befinden sich im hiesigen Standort
- Unteroffizierschule des Heeres, Lehrgruppen C[20]
- Logistische Steuerstelle 4 des Logistikzentrum der Bundeswehr in Wilhelmshaven
- Teile des Bundeswehrdienstleistungszentrum Weißenfels
- weitere Dienststellen

### Verkehr

#### Eisenbahnverkehr

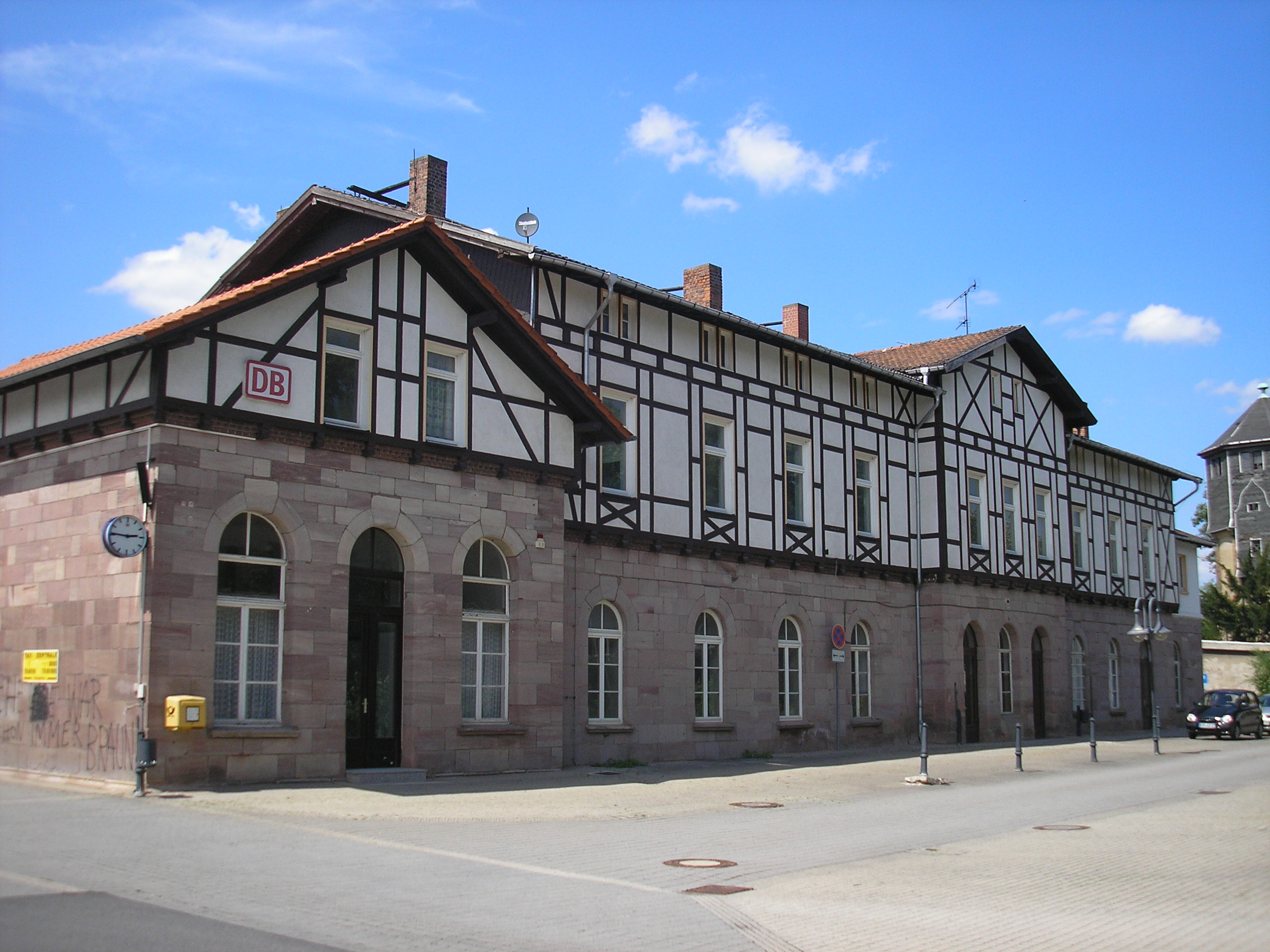
Bahnhof Sondershausen

Der Bahnhof Sondershausen ist Halt für Regionalexpresszüge und Regionalbahnen an der Bahnstrecke Wolkramshausen–Erfurt. Weitere Haltestellen sind Glückauf bei Stockhausen, Großfurra und Hohenebra. Auf der von Sondershausen über Sondershausen Süd, Sondershausen-Jecha und Bad Frankenhausen nach Bretleben führenden Kyffhäuserbahn wurde der Personenverkehr im Dezember 2006 eingestellt.

#### Straßenverkehr
Die Stadt liegt an der Bundesstraße 4 zwischen Nordhausen und Erfurt. Seit 2008 führt die Bundesstraße nicht mehr durch das Zentrum, sondern als Umgehungsstraße an Sondershausen vorbei.

#### Öffentlicher Nahverkehr
Der Betreiber des Busverkehrs in Sondershausen ist die Regionalbus-Gesellschaft Unstrut-Hainich- und Kyffhäuserkreis.
Ein gut ausgebautes Bussystem mit einem modernen Busbahnhof im Zentrum gewährleistet einen organisierten Nahverkehr. Es stehen sechs Stadtlinien zur Verfügung. Weitere 16 Linien versorgen das Umfeld von Sondershausen und führen unter anderem nach Ebeleben, Greußen, Kelbra, Straußberg, Bad Frankenhausen und Artern.

### Bildung

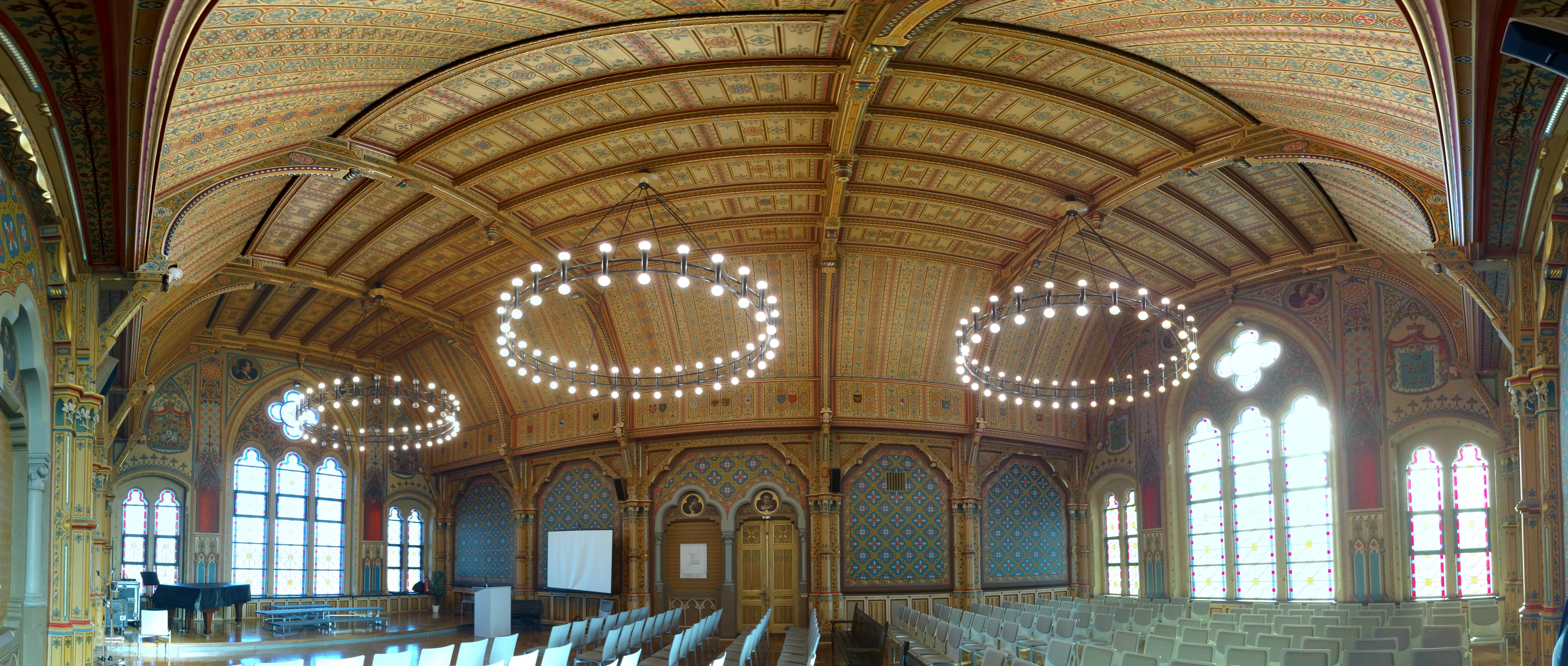
Aula des Geschwister-Scholl-Gymnasiums

In Sondershausen war bis 1990 die einzige Bibliothekarschule der DDR beheimatet. An Bildungseinrichtungen sind heute vorhanden: vier Grundschulen (Franzberg, Käthe Kollwitz, Östertal, Hohenebra), zwei Regelschulen (Franzberg, Östertal), das Staatliche Geschwister-Scholl-Gymnasium Sondershausen (in zwei Gebäuden), die Staatliche Berufsbildende Schule Sondershausen (Berufliches Gymnasium), das Regionale Förderzentrum für Lernbehinderte, das Regionale Förderzentrum mit Schwerpunkt für geistige Entwicklung, das Staatliche Berufsschulzentrum Kyffhäuserkreis (mit Berufsschule und Bibliothekarschule), ein Bildungszentrum des Bundesamtes für Familie und zivilgesellschaftliche Aufgaben, die Volkshochschule Kyffhäuserkreis mit 13 Außenstellen, die Musikschule Kyffhäuserkreis, das Carl-Schroeder-Konservatorium mit 15 Außenstellen und die Landesmusikakademie Sondershausen.

## Persönlichkeiten
Eine Auflistung aller aktuell als wichtig eingestuften Personen, die in Sondershausen geboren und/oder gestorben und/oder hier in der Stadt gewirkt haben, ist in der Liste von Persönlichkeiten der Stadt Sondershausen zu finden.
- Albrecht von Halberstadt (Albertus) (fl. um 1200), Dichter und Domherr
- Christian Wilhelm von Schwarzburg-Sondershausen (1647–1721), Graf, 1697 durch Kaiser Leopold in den Reichsfürstenstand erhoben, ließ das Renaissanceschloss in Sondershausen barock umbauen und machte die Stadt zu einem kulturellen Mittelpunkt Nordthüringens
- Johann Michael von Schindler (1668–1740), kursächsischer Wirklicher Geheimer Rat, Generalmajor, Herr auf Rüdigsdorf und Neuhof
- Michael Heinrich Reinhard (1676–1732) evangelisch-lutherischer Theologe & 1721–1730 Superintendent Sondershausen
- Johann Karl Wezel (1747–1819), Dichter
- Karl Friedrich Wilhelm von Weise (1779–1851), Kammerpräsident in Sondershausen
- August Friedrich von Gottschalck (1785–1861), sächsischer Generalmajor
- Ferdinand Chop (1802–1879), Landtagsabgeordneter in Schwarzburg-Sondershausen
- Carl Scheppig (1803–1885), ein Schüler Schinkels; Architekt und fürstlicher Hofbaurat, klassizistische Umgestaltung des Residenzschlosses und seiner Umgebung, Bau der Hauptwache und des Prinzenpalais
- Thilo Irmisch (1816–1879), Botaniker und Heimatforscher
- Eduard Stein (1818–1864), Musikdirektor und Kapellmeister ab 1853
- Eugenie Marlitt (John) (1825–1887), Erzählerin und Schriftstellerin
- Max Bruch (1838–1920), Komponist und 1867–70 Kapellmeister in Sondershausen
- Herrmann Petersen (1844–1917), Staatsminister im Fürstentum Schwarzburg-Sondershausen, lieh seinen Namen dem Petersenschacht in Sondershausen
- Stefanie Keyser (1847–1926), Schriftstellerin
- Carl Schroeder (1848–1935), Hofkapellmeister, Komponist und Gründer des Konservatoriums
- Hermann Enkel (1850–1920), Lehrer und Autor
- Hermann von Bloedau (1853–1927), Rittergutsbesitzer, Offizier, Politiker, Reichstagsabgeordneter
- Carl Maempel (1859–1924), Richter und Parlamentarier im Fürstentum Schwarzburg-Sondershausen
- Christoph Franz Peter (1860–nach 1935), Bildhauer
- Victor Heinisch (1866–1910), Harfenist und Komponist
- Carl Corbach (1867–1947), Violinvirtuose, Dirigent und Leiter des Konservatoriums
- Max Reger (1873–1916), Komponist
- Robert Kämmerer (1877–1914), im Ortsteil Schernberg  geborener Jurist, Bürgermeister und Abgeordneter
- Kurt Lindner (1877–1966), Unternehmer
- Albert Fischer (1878–1948), Sänger
- August Reinbrecht (1882–1929), Jurist, erster Landrat des Landkreises Sondershausen, Verweser des Fürstentums Schwarzburg-Sondershausen
- Curt Mücke (1885–1940), Maler und Grafiker
- Elisabeth Busse-Wilson (1890–1974), Historikerin
- Otto von Rohr (1891–1941), Offizier
- Kurt Goerttler (1898–1983), Anatom
- Kurt Lindner (1906–1987), Jagdwissenschaftler und Unternehmer
- Hans-Joachim Lindner (1910–1995), Ingenieur und Unternehmer
- Herbert Wilhelmy (1910–2003), Geograph und Hochschullehrer
- Michael Kohl (1929–1981), Jurist und stellv. Außenminister der DDR
- Olaf Koch (1932–2001), Dirigent und Hochschullehrer, Chefdirigent der Halleschen Philharmonie und Rektor der Hochschule für Musik Hanns Eisler Berlin
- Winfrid Krone (1932–2019), deutscher Humangenetiker
- Günther Jahn (1933–2011), Maler und Graphiker
- Ronald Paris (1933–2021), Maler und Grafiker
- Gustav Adolph Artz (1945–2014), Schauspieler, Synchron- und Hörspielsprecher
- Manfred Niemeyer (* 1947), Slawist
- Wolfgang Kaiser (* 1951), Historiker
- Vera Lengsfeld (* 1952), Bürgerrechtlerin, Politikerin (B’90/Grüne, seit Ende 1996 CDU) und Publizistin
- Michail Wladimirowitsch Rybalko (1956–1979), sowjetischer Militärpilot und Fliegeroffizier, dem es bei einem Flugzeugabsturz gelang, den Tod Unbeteiligter zu verhindern, während er selbst ums Leben kam.
- Jörg Hoffmann (* 1963), Rennrodler
- Jens Blecher (* 1965), Archivar und Historiker
- Gunda Niemann-Stirnemann (* 1966), Eisschnellläuferin
- Volker Strübing (* 1971), Schriftsteller, Liedermacher und Trickfilmer
- Franziska Gehm (* 1974), Kinder- und Jugendbuchautorin